# Список польських телеканалів
У списку наведено перелік телеканалів Польщі та польськомовних іноземних телеканалів за формами власності та зонами мовлення. В окремі підгрупи виділено канали суспільного мовлення та приватних груп, загальнонаціональні та регіональні, а також телеканали, які транслюються виключно через мережу інтернет.

## Загальнонаціональні

### Суспільні
| Назва          | Початок мовлення                            | Група холдинг         | Зона мовлення | Мова мовлення      | Субтитри             | Тип                        | Час ефіру                                                | Телетекст | HbbTV | Формат зображення | Телемережа                                               | Сайт                                            |
| -------------- | ------------------------------------------- | --------------------- | ------------- | ------------------ | -------------------- | -------------------------- | -------------------------------------------------------- | --------- | ----- | ----------------- | -------------------------------------------------------- | ----------------------------------------------- |
| TVP1           | 25 жовтня 1952                              | Telewizja Polska S.A. | Польща        | польська           | польська, англійська | загальний                  | 06:00 — 04:00                                            | так       | ні    | 16:9/4:3 SDTV     | кабельна, IPTV інтернет                                  | [Архівовано 27 лютого 2020 у Wayback Machine.]  |
| TVP1 HD        | 10 січня 2011/ 1 червня 2012                | Telewizja Polska S.A. | Польща        | польська           | польська, англійська | загальний                  | 06:00 — 04:00                                            | так       | так   | 16:9 HDTV         | DVB-T: MX 3 цифрова кабельна, IPTV                       | [Архівовано 27 лютого 2020 у Wayback Machine.]  |
| TVP2           | 2 жовтня 1970                               | Telewizja Polska S.A. | Польща        | польська           | польська, польська   | загальний                  | 06:00 — 03:00                                            | так       | ні    | 16:9/4:3 SDTV     | кабельна, IPTV інтернет                                  | [Архівовано 1 березня 2020 у Wayback Machine.]  |
| TVP2 HD        | 1 червня 2012                               | Telewizja Polska S.A. | Польща        | польська           | польська, польська   | загальний                  | 06:00 — 03:00                                            | так       | Так   | 16:9 HDTV         | DVB-T: MX 3 цифрова кабельна, IPTV                       | [Архівовано 1 березня 2020 у Wayback Machine.]  |
| TVP Info       | 5 вересня 1994/ 6 жовтня 2007               | Telewizja Polska S.A. | Польща        | польська           | немає                | інформаційний, суспільний  | Цілодобово                                               | ні        | ні    | 16:9 SDTV         | кабельна, IPTV інтернет                                  | [Архівовано 11 березня 2011 у Wayback Machine.] |
| TVP Info HD    | 30 вересня 2016                             | Telewizja Polska S.A. | Польща        | польська           | немає                | інформаційний, суспільний  | Цілодобово                                               | ні        | ні    | 6:9 HDTV          | FTA супутник: Hot Bird 13,0°E DVB-T: MX 3 кабельна, IPTV | [Архівовано 11 березня 2011 у Wayback Machine.] |
| TVP3           | 3 березня 2002/1 вересня 2013/ 2 січня 2016 | Telewizja Polska S.A. | Польща        | польська           | польська             | інформаційний регіональний | 08:00 — 17:30, 17:30 — 22:00 як локальний, 22:00 — 07:00 | так       | так   | 16:9 SDTV         | DVB-T: MX 3 цифрова кабельна, IPTV інтернет              | [Архівовано 1 вересня 2018 у Wayback Machine.]  |
| TVP Kultura    | 24 квітня 2005                              | Telewizja Polska S.A. | Польща        | польська           | польська             | культура                   | 07:00 — 04:00                                            | так       | так   | 4:3/16:9 SDTV     | цифрова кабельна, IPTV                                   | [Архівовано 27 лютого 2020 у Wayback Machine.]  |
| TVP Kultura HD | 23 жовтня 2019                              | Telewizja Polska S.A. | Польща        | польська           | польська             | культура                   | 07:00 — 04:00                                            | так       | так   | 16:9 HDTV         | DVB-T: MX 8 цифрова кабельна, IPTV                       | [Архівовано 27 лютого 2020 у Wayback Machine.]  |
| TVP Sport HD   | 12 січня 2014                               |                       |               |                    | немає                |                            |                                                          |           | ні    | 16:9 HDTV         | DVB-T: MX 3 цифрова кабельна, IPTV                       |                                                 |
| TVP Sport      | 18 листопада 2006                           | Telewizja Polska S.A. | Польща        | польська           | польська             | спорт                      | 07:50 — 01:00                                            | так       | так   | 16:9 SDTV         | кабельна, IPTV                                           | [Архівовано 27 лютого 2020 у Wayback Machine.]  |
| TVP Historia   | 3 травня 2007                               | Telewizja Polska S.A. | Польща        | польська           | польська             | історія                    | 07:30 — 03:00                                            | так       | так   | 4:3/16:9 SDTV     | DVB-T: MX 3 цифрова кабельна, IPTV                       | [Архівовано 23 лютого 2020 у Wayback Machine.]  |
| TVP HD         | 6 серпня 2008                               | Telewizja Polska S.A. | Польща        | польська           | польська             | загальний                  | 08:00 — 00:10                                            | ні        | ні    | 16:9 HDTV         | цифрова кабельна, IPTV                                   | [Архівовано 29 лютого 2020 у Wayback Machine.]  |
| TVP Seriale    | 6 грудня 2010                               | Telewizja Polska S.A. | Польща        | польська           | польська             | серіали                    | 05:30 — 05:00                                            | так       | ні    | 16:9/4:3 SDTV     | цифрова кабельна, IPTV TVM: MUX 4                        | [Архівовано 1 березня 2020 у Wayback Machine.]  |
| TVP Rozrywka   | 15 квітня 2013                              | Telewizja Polska S.A. | Польща        | польська           | польська             | розважальний               | 06:00 — 03:00                                            | ні        | ні    | 4:3/16:9 SDTV     | DVB-T: MX 8 цифрова кабельна, IPTV                       | [Архівовано 1 березня 2020 у Wayback Machine.]  |
| TVP ABC        | 15 лютого 2014                              | Telewizja Polska S.A. | Польща        | польська, оригінал | польська             | дитячий                    | 04:45 — 23:10                                            | ні        | так   | 4:3/16:9 SDTV     | DVB-T: MX 1 цифрова кабельна, IPTV                       | [Архівовано 22 лютого 2014 у Wayback Machine.]  |
| TVP Dokument   | 19 листопада 2020                           | Telewizja Polska S.A. | Польща        | польська           | польська             | документалістика           | 06:00 – 03:00                                            | ні        | так   | 16:9 HDTV         | >DVB-T MX 5 цифрова кабельна, IPTV                       | [Архівовано 20 липня 2021 у Wayback Machine.]   |
| TVP Kobieta    | 8 березня 2021                              | Telewizja Polska S.A. | Польща        | польська           | польська             | лайфстайл                  | 05:30-03:00                                              | ні        | так   | 16:9 SDTV         | кабельна, IPTV                                           | [Архівовано 20 липня 2021 у Wayback Machine.]   |
| TVP Kobieta    | 8 березня 2021                              | Telewizja Polska S.A. | Польща        | польська           | польська             | лайфстайл                  | 05:30-03:00                                              | ні        | так   | 16:9 HDTV         | >DVB-T MX 8 >цифрова кабельна, IPTV                      | [Архівовано 20 липня 2021 у Wayback Machine.]   |

### Приватні
| Назва                          | Група холдинг                               | Зона мовлення   | Мова мовлення                                                    | Субтитри                                                             | Тип                           | Час ефіру     | Телетекст | HbbTV | Формат зображення    | Телемережа                                                                              | Сайт                                                |                                                |
| ------------------------------ | ------------------------------------------- | --------------- | ---------------------------------------------------------------- | -------------------------------------------------------------------- | ----------------------------- | ------------- | --------- | ----- | -------------------- | --------------------------------------------------------------------------------------- | --------------------------------------------------- | ---------------------------------------------- |
| Polsat                         | Cyfrowy Polsat S.A.                         | Польща          | польська                                                         | польська                                                             | загальний                     | цілодобово    | так       | ні    | 16:9 SDTV            | DVB-T: MUX 2 кабельна, IPTV інтернет                                                    | [Архівовано 25 вересня 2020 у Wayback Machine.]     |                                                |
| Polsat HD                      | Cyfrowy Polsat S.A.                         | Польща          | польська                                                         | польська                                                             | загальний                     | цілодобово    | так       | ні    | 16:9 HDTV            | DVB-T: MUX L4, L-Katowice цифрова кабельна, IPTV                                        | [Архівовано 25 вересня 2020 у Wayback Machine.]     |                                                |
| Polonia 1                      | Media 5 Sp. z o.o.                          | Польща          | польська                                                         | немає                                                                | розваги, телемагазин          | цілодобово    | ні        | ні    | 4:3/16:9 SDTV        | FTA супутник: Hot Bird 13,0°E цифрова кабельна, IPTV                                    | [Архівовано 28 грудня 2019 у Wayback Machine.]      |                                                |
| Canal+ Premium                 | ITI Neovision S.A.                          | Польща          | польська, оригінал                                               | польська                                                             | фільм, спорт                  | цілодобово    | так       | ні    | 16:9 SDTV            | кабельна, IPTV                                                                          | [Архівовано 14 серпня 2019 у Wayback Machine.]      |                                                |
| Canal+ Premium HD              | ITI Neovision S.A.                          | Польща          | польська, оригінал                                               | польська                                                             | фільм, спорт                  | цілодобово    | так       | ні    | 16:9 HDTV            | цифрова кабельна, IPTV                                                                  | [Архівовано 14 серпня 2019 у Wayback Machine.]      |                                                |
| TVN                            | TVN S.A.                                    | Польща          | польська, оригінал                                               | польська                                                             | загальний                     | цілодобово    | так       | ні    | 16:9 SDTV            | DVB-T: MUX 2 кабельна, IPTV інтернет                                                    | [Архівовано 17 лютого 2020 у Wayback Machine.]      |                                                |
| TVN HD                         | TVN S.A.                                    | Польща          | польська, оригінал                                               | польська                                                             | загальний                     | цілодобово    | так       | ні    | 16:9 HDTV            | DVB-T: MUX L2, L4, L-Warszawa цифрова кабельна, IPTV                                    | [Архівовано 17 лютого 2020 у Wayback Machine.]      |                                                |
| TV Puls                        | Telewizja Puls Sp. z o.o.                   | Польща          | польська                                                         | польська                                                             | загальний                     | цілодобово    | ні        | так   | 4:3/16:9 SDTV        | DVB-T: MUX 2 кабельна, IPTV інтернет                                                    | [Архівовано 15 лютого 2020 у Wayback Machine.]      |                                                |
| TV Puls HD                     | Telewizja Puls Sp. z o.o.                   | Польща          | польська                                                         | польська                                                             | загальний                     | цілодобово    | ні        | так   | 16:9 HDTV            | цифрова, кабельна, IPTV                                                                 | [Архівовано 15 лютого 2020 у Wayback Machine.]      |                                                |
| Discovery Channel              | Discovery Communications, Inc.              | Польща          | польська, англійська                                             | немає                                                                | документально-науковий        | цілодобово    | ні        | ні    | 16:9 SDTV            | кабельна, IPTV інтернет                                                                 | [Архівовано 30 березня 2020 у Wayback Machine.]     |                                                |
| Discovery Channel HD           | Discovery Communications, Inc.              | Польща          | польська, англійська                                             | немає                                                                | документально-науковий        | цілодобово    | ні        | ні    | 16:9 HDTV            | цифрова кабельна, IPTV                                                                  | [Архівовано 30 березня 2020 у Wayback Machine.]     |                                                |
| Eurosport 1                    | Discovery Communications, Inc.              | Франція         | польська, англійська                                             | немає                                                                | спорт                         | 06:00 — 02:00 | так       | ні    | 16:9 SDTV            | кабельна, IPTV інтернет                                                                 | [Архівовано 23 липня 2012 у Wayback Machine.]       |                                                |
| Eurosport 1 HD                 | Discovery Communications, Inc.              | Франція         | польська, англійська                                             | немає                                                                | спорт                         | 06:00 — 02:00 | так       | ні    | 16:9 HDTV            | цифрова кабельна, IPTV інтернет                                                         | [Архівовано 23 липня 2012 у Wayback Machine.]       |                                                |
| HBO                            | HBO Holding Zrt.                            | Польща          | польська, оригінал                                               | польська                                                             | фільм, серіал                 | цілодобово    | так       | ні    | 16:9 SDTV            | кабельна, IPTV                                                                          | [Архівовано 2 листопада 2019 у Wayback Machine.]    |                                                |
| HBO HD                         | HBO Holding Zrt.                            | Польща          | польська, оригінал                                               | польська                                                             | фільм, серіал                 | цілодобово    | так       | ні    | 16:9 HDTV            | цифрова кабельна, IPTV                                                                  | [Архівовано 2 листопада 2019 у Wayback Machine.]    |                                                |
| Planete+                       | ITI Neovision S.A.                          | Польща          | польська                                                         | немає                                                                | документальний                | 06:45 — 03:15 | ні        | ні    | 16:9 SDTV            | кабельна, IPTV                                                                          | [Архівовано 10 березня 2010 у Wayback Machine.]     |                                                |
| Planete+ HD                    | ITI Neovision S.A.                          | Польща          | польська                                                         | немає                                                                | документальний                | 06:45 — 03:15 | ні        | ні    | 16:9 HDTV            | цифрова кабельна, IPTV                                                                  | [Архівовано 10 березня 2010 у Wayback Machine.]     |                                                |
| TVN 7                          | TVN S.A.                                    | Польща          | польська, оригінал                                               | польська                                                             | фільм, серіали, розваги       | 05:30 — 05:00 | так       | ні    | 16:9/4:3 SDTV        | DVB-T: MUX 2 Кабельна, IPTV                                                             | [Архівовано 23 лютого 2020 у Wayback Machine.]      |                                                |
| TVN 7 HD                       | TVN S.A.                                    | Польща          | польська, оригінал                                               | польська                                                             | фільм, серіали, розваги       | 05:30 — 05:00 | так       | ні    | 16:9 HDTV            | DVB-T: MUX L2, L-Warszawa цифрова кабельна, IPTV                                        | [Архівовано 23 лютого 2020 у Wayback Machine.]      |                                                |
| Polsat 2                       | Cyfrowy Polsat S.A.                         | Польща          | польська                                                         | польська                                                             | загальний                     | цілодобово    | так       | ні    | 16:9 SDTV            | кабельна, IPTV                                                                          | [Архівовано 3 липня 2008 у Wayback Machine.]        |                                                |
| Polsat 2 HD                    | Cyfrowy Polsat S.A.                         | Польща          | польська                                                         | польська                                                             | загальний                     | цілодобово    | так       | ні    | 16:9 HDTV            | цифрова кабельна, IPTV                                                                  | [Архівовано 3 липня 2008 у Wayback Machine.]        |                                                |
| MTV Polska                     | Viacom Media Networks                       | Польща          | польська                                                         | немає                                                                | розваги, музика               | цілодобово    | ні        | ні    | 16:9 SDTV            | кабельна, IPTV                                                                          | [Архівовано 27 січня 2020 у Wayback Machine.]       |                                                |
| MTV Polska HD                  | Viacom Media Networks                       | Польща          | польська                                                         | немає                                                                | розваги, музика               | цілодобово    | ні        | ні    | 16:9 HDTV            | цифрова                                                                                 | [Архівовано 27 січня 2020 у Wayback Machine.]       |                                                |
| Discovery Life                 | Discovery Communications, Inc.              | Польща          | польська, англійська                                             | немає                                                                | розваги, lifestyle            | цілодобово    | ні        | ні    | 16:9 SDTV            | кабельна, IPTV                                                                          | немає                                               |                                                |
| Discovery Life HD              | Discovery Communications, Inc.              | Польща          | польська, англійська                                             | немає                                                                | розваги, lifestyle            | цілодобово    | ні        | ні    | 16:9 HDTV            | цифрова                                                                                 | немає                                               |                                                |
| TV4                            | Cyfrowy Polsat S.A.                         | Польща          | польська                                                         | польська                                                             | загальний                     | цілодобово    | так       | ні    | 16:9 SDTV            | DVB-T: MUX 2 кабельна, IPTV інтернет                                                    | [Архівовано 26 лютого 2020 у Wayback Machine.]      |                                                |
| TV4 HD                         | Cyfrowy Polsat S.A.                         | Польща          | польська                                                         | польська                                                             | загальний                     | цілодобово    | так       | ні    | 16:9 HDTV            | цифрова кабельна, IPTV                                                                  | [Архівовано 26 лютого 2020 у Wayback Machine.]      |                                                |
| 13 Ulica                       | Universal Networks International            | Польща          | польська, англійська                                             | немає                                                                | серіали                       | цілодобово    | ні        | ні    | 16:9 SDTV            | кабельна, IPTV                                                                          | [Архівовано 27 квітня 2018 у Wayback Machine.]      |                                                |
| 13 Ulica HD                    | Universal Networks International            | Польща          | польська, англійська                                             | немає                                                                | серіали                       | цілодобово    | ні        | ні    | 16:9 HDTV            | Цифрова                                                                                 | [Архівовано 27 квітня 2018 у Wayback Machine.]      |                                                |
| National Geographic            | Fox International Channels                  | Польща          | польська, англійська                                             | немає                                                                | документальний                | цілодобово    | ні        | ні    | 16:9 SDTV            | кабельна, IPTV                                                                          | [Архівовано 13 січня 2020 у Wayback Machine.]       |                                                |
| National Geographic HD         | Fox International Channels                  | Польща          | польська, англійська                                             | немає                                                                | документальний                | цілодобово    | ні        | ні    | 16:9 HDTV            | цифрова кабельна, IPTV                                                                  | [Архівовано 13 січня 2020 у Wayback Machine.]       |                                                |
| Travel Channel                 | TVN S.A.                                    | Польща          | польська, англійська, російська                                  | немає                                                                | подорожі, lifestyle           | цілодобово    | ні        | ні    | 16:9 SDTV            | кабельна, IPTV інтернет                                                                 | [Архівовано 23 лютого 2020 у Wayback Machine.]      |                                                |
| Travel Channel HD              | TVN S.A.                                    | Польща          | польська, англійська, російська                                  | немає                                                                | подорожі, lifestyle           | цілодобово    | ні        | ні    | 16:9 HDTV            | Цифрова кабельна, IPTV                                                                  | [Архівовано 23 лютого 2020 у Wayback Machine.]      |                                                |
| Disney XD                      | The Walt Disney Company                     | Польща          | польська                                                         | немає                                                                | дитячий, молодіжний           | цілодобово    | ні        | ні    | 16:9 SDTV            | цифрова кабельна, IPTV                                                                  | [Архівовано 7 березня 2018 у Wayback Machine.]      |                                                |
| Cartoon Network                | Turner Broadcasting System                  | Польща          | польська, англійська                                             | немає                                                                | дитячий, молодіжний           | цілодобово    | так       | ні    | 16:9 SDTV            | кабельна, IPTV                                                                          | [Архівовано 31 грудня 2019 у Wayback Machine.]      |                                                |
| Cartoon Network HD             | Turner Broadcasting System                  | Польща          | польська, англійська                                             | немає                                                                | дитячий, молодіжний           | цілодобово    | так       | ні    | 16:9 HDTV            | цифрова кабельна, IPTV                                                                  | [Архівовано 31 грудня 2019 у Wayback Machine.]      |                                                |
| Warner TV                      | Turner Broadcasting System                  | Польща          | польська, англійська, угорська, румунська                        | румунська                                                            | фільм, серіали                | цілодобово    | так       | ні    | 16:9 SDTV            | кабельна, IPTV                                                                          | [Архівовано 22 вересня 2015 у Wayback Machine.]     |                                                |
| Warner TV HD                   | Turner Broadcasting System                  | Польща          | польська, англійська, угорська, румунська                        | румунська                                                            | фільм, серіали                | цілодобово    | так       | ні    | 16:9 HDTV            | цифрова кабельна, IPTV                                                                  | [Архівовано 22 вересня 2015 у Wayback Machine.]     |                                                |
| Canal+ Film                    | ITI Neovision S.A.                          | Польща          | польська, оригінал                                               | польська                                                             | фільм                         | цілодобово    | так       | ні    | 16:9 SDTV            | кабельна, IPTV                                                                          | немає                                               |                                                |
| Canal+ Film HD                 | ITI Neovision S.A.                          | Польща          | польська, оригінал                                               | польська                                                             | фільм                         | цілодобово    | так       | ні    | 16:9 HDTV            | цифрова кабельна, IPTV                                                                  | немає                                               |                                                |
| Canal+ Sport                   | ITI Neovision S.A.                          | Польща          | польська                                                         | польська                                                             | спорт                         | цілодобово    | так       | ні    | 16:9 SDTV            | кабельна, IPTV                                                                          | немає                                               |                                                |
| Canal+ Sport HD                | ITI Neovision S.A.                          | Польща          | польська                                                         | польська                                                             | спорт                         | цілодобово    | так       | ні    | 16:9 HDTV            | цифрова кабельна, IPTV                                                                  | немає                                               |                                                |
| Tele 5                         | Media 5 Sp. z o.o.                          | Польща          | польська                                                         | немає                                                                | загальний                     | 07:00 — 04:00 | ні        | ні    | 16:9 SDTV            | DVB-T: MUX L1, L7 FTA супутник: Hot Bird 13,0°E кабельна, IPTV інтернет                 | [Архівовано 15 січня 2021 у Wayback Machine.]       |                                                |
| Tele 5 HD                      | Media 5 Sp. z o.o.                          | Польща          | польська                                                         | немає                                                                | загальний                     | 07:00 — 04:00 | ні        | ні    | 16:9 HDTV            | кабельна, IPTV                                                                          | [Архівовано 15 січня 2021 у Wayback Machine.]       |                                                |
| CBS Europa                     | Cyfrowy polsat                              | Польща          | польська, оригінал                                               | немає                                                                | фільм                         | 08:00 — 05:00 | ні        | ні    | 16:9 SDTV            | кабельна, IPTV                                                                          | [Архівовано 26 лютого 2020 у Wayback Machine.]      |                                                |
| CBS Europa HD                  | Cyfrowy polsat                              | Польща          | польська, оригінал                                               | немає                                                                | фільм                         | 08:00 — 05:00 | ні        | ні    | 16:9 HDTV            | цифрова кабельна, IPTV                                                                  | [Архівовано 26 лютого 2020 у Wayback Machine.]      |                                                |
| Ale Kino+                      | ITI Neovision S.A.                          | Польща          | польська, оригінал                                               | польська                                                             | фільм                         | 08:00 — 06:00 | ні        | ні    | 16:9 SDTV            | кабельна, IPTV                                                                          | [Архівовано 22 березня 2020 у Wayback Machine.]     |                                                |
| Ale Kino+ HD                   | ITI Neovision S.A.                          | Польща          | польська, оригінал                                               | польська                                                             | фільм                         | 08:00 — 06:00 | ні        | ні    | 16:9 HDTV            | цифрова Кабельна, IPTV                                                                  | [Архівовано 22 березня 2020 у Wayback Machine.]     |                                                |
| Teletoon+                      | ITI Neovision S.A.                          | Польща          | польська                                                         | немає                                                                | дитячий, молодіжний           | 05:00 — 02:00 | ні        | ні    | 16:9 SDTV            | кабельна, IPTV                                                                          | [Архівовано 17 липня 2017 у Wayback Machine.]       |                                                |
| Teletoon+ HD                   | ITI Neovision S.A.                          | Польща          | польська, оригінал                                               | немає                                                                | дитячий, молодіжний           | 05:00 — 02:00 | ні        | ні    | 16:9 HDTV            | цифрова кабельна, IPTV                                                                  | [Архівовано 17 липня 2017 у Wayback Machine.]       |                                                |
| Discovery Science              | Discovery Communications, Inc.              | Польща          | польська, англійська                                             | немає                                                                | документальний                | цілодобово    | ні        | ні    | 16:9 SDTV            | кабельна, IPTV                                                                          | [Архівовано 21 серпня 2013 у Wayback Machine.]      |                                                |
| Discovery Science HD           | Discovery Communications, Inc.              | Польща          | польська, англійська                                             | немає                                                                | документальний                | цілодобово    | ні        | ні    | 16:9 SDTV            | цифрова кабельна, IPTV                                                                  | [Архівовано 21 серпня 2013 у Wayback Machine.]      |                                                |
| DTX                            | Discovery Communications, Inc.              | Польща          | польська, англійська                                             | немає                                                                | lifestyle                     | цілодобово    | ні        | ні    | 16:9 SDTV            | кабельна, IPTV                                                                          | [Архівовано 25 жовтня 2020 у Wayback Machine.]      |                                                |
| DTX HD                         | Discovery Communications, Inc.              | Польща          | польська, англійська                                             | немає                                                                | lifestyle                     | цілодобово    | ні        | ні    | 16:9 HDTV            | цифрова кабельна, IPTV                                                                  | [Архівовано 25 жовтня 2020 у Wayback Machine.]      |                                                |
| TLC                            | Discovery Communications, Inc.              | Польща          | польська, англійська                                             | немає                                                                | lifestyle                     | цілодобово    | ні        | ні    | 16:9 SDTV            | кабельна, IPTV                                                                          | [Архівовано 31 серпня 2020 у Wayback Machine.]      |                                                |
| TLC HD                         | Discovery Communications, Inc.              | Польща          | польська, англійська                                             | немає                                                                | lifestyle                     | цілодобово    | ні        | ні    | 16:9 HDTV            | цифрова кабельна, IPTV                                                                  | [Архівовано 31 серпня 2020 у Wayback Machine.]      |                                                |
| CBS Reality                    | Cyfrowy polsat                              | Польща          | польська, англійська                                             | немає                                                                | розваги, документальний       | цілодобово    | ні        | ні    | 16:9 SDTV            | цифрова кабельна, IPTV                                                                  | [Архівовано 21 вересня 2014 у Wayback Machine.]     |                                                |
| Polsat Sport                   | Cyfrowy Polsat S.A.                         | Польща          | польська                                                         | немає                                                                | спорт                         | 07:00 — 01:00 | ні        | ні    | 16:9 SDTV            | кабельна, IPTV TVM: MUX 4                                                               | [Архівовано 26 лютого 2020 у Wayback Machine.]      |                                                |
| Polsat Sport HD                | Cyfrowy Polsat S.A.                         | Польща          | польська                                                         | немає                                                                | спорт                         | 07:00 — 01:00 | ні        | ні    | 16:9 HDTV            | цифрова кабельна, IPTV інтернет                                                         | [Архівовано 26 лютого 2020 у Wayback Machine.]      |                                                |
| Eurosport 2                    | Discovery Communications, Inc.              | Франція         | польська, англійська                                             | немає                                                                | спорт                         | цілодобово    | так       | ні    | 16:9 SDTV            | кабельна, IPTV інтернет                                                                 | немає                                               |                                                |
| Eurosport 2 HD                 | Discovery Communications, Inc.              | Франція         | польська, англійська                                             | немає                                                                | спорт                         | цілодобово    | так       | ні    | 16:9 HDTV            | цифрова кабельна, IPTV інтернет                                                         | немає                                               |                                                |
| Extreme Sports Channel         | Cyfrowy polsat                              | Польща          | польська                                                         | немає                                                                | спорт                         | цілодобово    | ні        | ні    | 16:9 SDTV            | кабельна, IPTV                                                                          | [Архівовано 13 липня 2021 у Wayback Machine.]       |                                                |
| Extreme Sports Channel HD      | Cyfrowy polsat                              | Польща          | польська                                                         | немає                                                                | спорт                         | цілодобово    | ні        | ні    | 16:9 HDTV            | цифрова кабельна, IPTV                                                                  | [Архівовано 13 липня 2021 у Wayback Machine.]       |                                                |
| NickMusic                      | Viacom Media Networks                       | Польща          | польська                                                         | немає                                                                | музика                        | цілодобово    | ні        | ні    | 16:9 SDTV            | цифрова кабельна, IPTV                                                                  | [Архівовано 17 жовтня 2017 у Wayback Machine.]      |                                                |
| MTV 90s                        | Viacom                                      | США             | польська, англійська                                             | немає                                                                | рок-музика                    | цілодобово    | ні        | ні    | 16:9 SDTV            | цифрова, кабельна, IPTV                                                                 | [Архівовано 24 січня 2014 у Wayback Machine.]       |                                                |
| TVN24                          | TVN S.A.                                    | Польща          | польська                                                         | немає                                                                | інформаційний, публіцистичний | цілодобово    | ні        | ні    | 16:9 SDTV            | кабельна, IPTV інтернет                                                                 | [Архівовано 17 вересня 2006 у Wayback Machine.]     |                                                |
| TVN24 HD                       | TVN S.A.                                    | Польща          | польська                                                         | немає                                                                | інформаційний, публіцистичний | цілодобово    | ні        | ні    | 16:9 HDTV            | цифрова кабельна, IPTV                                                                  | [Архівовано 17 вересня 2006 у Wayback Machine.]     |                                                |
| Red Carpet TV                  | Edusat sp. z o.o.                           | Польща          | польська                                                         | немає                                                                | lifestyle, розваги            | цілодобово    | ні        | ні    | 16:9 SDTV            | FTA супутник: Hot Bird 13,0°E цифрова кабельна, IPTV інтернет                           | [Архівовано 13 квітня 2020 у Wayback Machine.]      |                                                |
| Red Carpet TV HD               | Edusat sp. z o.o.                           | Польща          | польська                                                         | немає                                                                | lifestyle, розваги            | цілодобово    | ні        | ні    | 16:9 HDTV            | кабельна, IPTV                                                                          | [Архівовано 13 квітня 2020 у Wayback Machine.]      |                                                |
| HBO 2                          | HBO Holding Zrt.                            | Польща          | польська, оригінал                                               | польська                                                             | фільм, серіали                | цілодобово    | так       | ні    | 16:9 SDTV            | кабельна, IPTV                                                                          | немає                                               |                                                |
| HBO 2 HD                       | HBO Holding Zrt.                            | Польща          | польська, оригінал                                               | польська                                                             | фільм, серіали                | цілодобово    | так       | ні    | 16:9 HDTV            | цифрова кабельна, IPTV                                                                  | немає                                               |                                                |
| HGTV                           | TVN S.A.                                    | Польща          | польська                                                         | польська                                                             | дім та город                  | цілодобово    | ні        | ні    | 16:9 SDTV            | кабельна, IPTV                                                                          | [Архівовано 29 березня 2022 у Wayback Machine.]     |                                                |
| HGTV HD                        | TVN S.A.                                    | Польща          | польська                                                         | польська                                                             | дім та город                  | цілодобово    | ні        | ні    | 16:9 HDTV            | цифрова, кабельна                                                                       | [Архівовано 29 березня 2022 у Wayback Machine.]     |                                                |
| TV Trwam                       | Fundacja Lux Veritatis                      | Польща          | польська                                                         | немає                                                                | релігія, публіцистика         | цілодобово    | так       | ні    | 4:3/16:9 SDTV        | DVB-T: MUX 1 FTA супутник: Astra цифрова кабельна, IPTV інтернет                        | [Архівовано 26 вересня 2007 у Wayback Machine.]     |                                                |
| Nuta GOLD                      | Grupa MNI S.A. (раніше) MWE Networks (нині) | Польща          | польська                                                         | немає                                                                | музика, розваги, езотерика    | цілодобово    | так       | ні    | 16:9 SDTV            | FTA супутник: Hot Bird 13,0°E цифрова кабельна, IPTV інтернет                           | [Архівовано 2 січня 2022 у Wayback Machine.]        |                                                |
| AXN                            | Sony Pictures Entertainment, Inc.           | Велика Британія | польська                                                         | польська                                                             | серіали, фільм                | цілодобово    | так       | ні    | 16:9/4:3 SDTV        | кабельна, IPTV інтернет/small>                                                          | [Архівовано 13 лютого 2011 у Wayback Machine.]      |                                                |
| AXN HD                         | Sony Pictures Entertainment, Inc.           | Велика Британія | польська, оригінал                                               | польська                                                             | серіали, фільм                | цілодобово    | так       | ні    | 16:9 HDTV            | цифрова кабельна, IPTV                                                                  | [Архівовано 13 лютого 2011 у Wayback Machine.]      |                                                |
| Polsat Viasat Explore          | Viasat World Ltd.                           | Швеція          | польська                                                         | немає                                                                | документальний, lifestyle     | цілодобово    | ні        | ні    | 16:9 SDTV            | кабельна, IPTV інтернет                                                                 | [Архівовано 2 червня 2020 у Wayback Machine.]       |                                                |
| Polsat Viasat Explore HD       | Viasat World Ltd.                           | Швеція          | польська                                                         | немає                                                                | документальний, lifestyle     | цілодобово    | ні        | ні    | 16:9 HDTV            | цифрова кабельна, IPTV                                                                  | [Архівовано 2 червня 2020 у Wayback Machine.]       |                                                |
| TVN Turbo                      | TVN S.A.                                    | Польща          | польська                                                         | польська                                                             | lifestyle, техніка            | 06:00 — 05:00 | так       | ні    | 16:9 SDTV            | кабельна, IPTV                                                                          | [Архівовано 23 лютого 2020 у Wayback Machine.]      |                                                |
| TVN Turbo HD                   | TVN S.A.                                    | Польща          | польська                                                         | польська                                                             | lifestyle, техніка            | 06:00 — 05:00 | так       | ні    | 16:9 HDTV            | цифрова кабельна, IPTV                                                                  | [Архівовано 23 лютого 2020 у Wayback Machine.]      |                                                |
| MiniMini+                      | ITI Neovision S.A.                          | Польща          | польська                                                         | немає                                                                | дитячий                       | 03:30 — 21:00 | ні        | ні    | 16:9 SDTV            | кабельна, IPTV                                                                          | [Архівовано 12 травня 2016 у Wayback Machine.]      |                                                |
| MiniMini+ HD                   | ITI Neovision S.A.                          | Польща          | польська, оригінал                                               | немає                                                                | дитячий                       | 03:30 — 21:00 | ні        | ні    | 16:9 HDTV            | цифрова кабельна, IPTV                                                                  | [Архівовано 12 травня 2016 у Wayback Machine.]      |                                                |
| Kino Polska                    | SPI International Polska                    | Польща          | польська                                                         | польська                                                             | фільми                        | цілодобово    | ні        | ні    | 16:9/4:3 SDTV        | цифрова кабельна, IPTV TVM: MUX 4 інтернет                                              | [Архівовано 14 травня 2020 у Wayback Machine.]      |                                                |
| 4fun.tv                        | 4fun Media S.A.                             | Польща          | польська                                                         | немає                                                                | музика                        | цілодобово    | так       | ні    | 16:9 SDTV            | DVB-T: MUX L3, L4 FTA супутник: Hot Bird 13,0°E цифрова кабельна, IPTV інтернет         | [Архівовано 20 грудня 2019 у Wayback Machine.]      |                                                |
| EbS                            | Європейський парламент                      | Бельгія         | польська, інші                                                   | немає                                                                | Європейське телебачення       | 09:45 — 20:00 | ні        | ні    | 4:3/16:9 SDTV        | FTA супутник: Sirius, NSS, Eutelsat 9,0°E                                               | [недоступне посилання]                              |                                                |
| EbS HD                         | Європейський парламент                      | Бельгія         | польська, інші                                                   | немає                                                                | Європейське телебачення       | 09:45 — 20:00 | ні        | ні    | 16:9 HDTV            | FTA супутник: Sirius, NSS, Eutelsat 9,0°E                                               | [недоступне посилання]                              |                                                |
| TVN Style                      | TVN S.A.                                    | Польща          | польська                                                         | польська                                                             | lifestyle                     | 06:00 — 04:45 | так       | ні    | 16:9 SDTV            | кабельна, IPTV TVM: MUX 4                                                               | [Архівовано 23 лютого 2020 у Wayback Machine.]      |                                                |
| TVN Style HD                   | TVN S.A.                                    | Польща          | польська                                                         | польська                                                             | lifestyle                     | 06:00 — 04:45 | так       | ні    | 16:9 HDTV            | цифрова кабельна, IPTV                                                                  | [Архівовано 23 лютого 2020 у Wayback Machine.]      |                                                |
| Polsat Café                    | Cyfrowy Polsat S.A.                         | Польща          | польська                                                         | польська                                                             | lifestyle                     | цілодобово    | так       | ні    | 16:9/4:3 SDTV        | кабельна, IPTV TVM: MUX 4 інтернет                                                      | [Архівовано 26 лютого 2020 у Wayback Machine.]      |                                                |
| Polsat Café HD                 | Cyfrowy Polsat S.A.                         | Польща          | польська                                                         | польська                                                             | lifestyle                     | цілодобово    | так       | ні    | 16:9 HDTV            | цифрова кабельна, IPTV                                                                  | [Архівовано 26 лютого 2020 у Wayback Machine.]      |                                                |
| Polsat News 2                  | Cyfrowy Polsat S.A.                         | Польща          | польська                                                         | немає                                                                | бізнес-аналітика              | 05:45 — 03:00 | ні        | ні    | 16:9 SDTV            | цифрова кабельна, IPTV інтернет                                                         | немає                                               |                                                |
| Polsat Viasat History          | Viasat World Ltd.                           | Швеція          | польська                                                         | немає                                                                | історія                       | 22:15 — 21:00 | ні        | еі    | 16:9 SDTV            | DVB-T: MUX L2 кабельна, IPTV інтернет                                                   | [Архівовано 3 червня 2020 у Wayback Machine.]       |                                                |
| Polsat Viasat History HD       | Viasat World Ltd.                           | Швеція          | польська                                                         | немає                                                                | історія                       | 22:15 — 21:00 | ні        | еі    | 16:9 HDTV            | цифрова кабельна, IPTV                                                                  | [Архівовано 3 червня 2020 у Wayback Machine.]       |                                                |
| Canal+ 1                       | ITI Neovision S.A.                          | Польща          | польська, оригінал                                               | польська                                                             | Time Shifted TV               | цілодобово    | так       | ні    | 16:9 SDTV            | кабельна, IPTV                                                                          | немає                                               |                                                |
| Canal+ 1 HD                    | ITI Neovision S.A.                          | Польща          | польська, оригінал                                               | польська                                                             | Time Shifted TV               | цілодобово    | так       | ні    | 16:9 HDTV            | цифрова кабельна, IPTV                                                                  | немає                                               |                                                |
| Cinemax                        | HBO Holding Zrt.                            | Угорщина        | польська, оригінал                                               | польська                                                             | фільм                         | цілодобово    | ні        | ні    | 16:9 SDTV            | кабельна, IPTV                                                                          | [Архівовано 28 травня 2010 у Wayback Machine.]      |                                                |
| Cinemax HD                     | HBO Holding Zrt.                            | Угорщина        | польська, оригінал                                               | польська                                                             | фільм                         | цілодобово    | ні        | ні    | 16:9 HDTV            | цифрова кабельна, IPTV                                                                  | [Архівовано 28 травня 2010 у Wayback Machine.]      |                                                |
| Boomerang                      | Turner Broadcasting System                  | Польща          | польська, англійська, російська                                  | немає                                                                | дитячий                       | цілодобово    | ні        | ні    | 16:9 SDTV            | цифрова кабельна, IPTV                                                                  | [Архівовано 19 квітня 2020 у Wayback Machine.]      |                                                |
| Boomerang HD                   | Turner Broadcasting System                  | Польща          | польська, англійська, російська                                  | немає                                                                | дитячий                       | цілодобово    | ні        | ні    | 16:9 HDTV            | цифрова кабельна, IPTV інтернет                                                         | [Архівовано 19 квітня 2020 у Wayback Machine.]      |                                                |
| Trace Urban                    | France Télévisions                          | Франція         | французька, польська                                             | немає                                                                | музика                        | цілодобово    | ні        | ні    | 16:9 SDTV            | цифрова, кабельна                                                                       | [Архівовано 26 лютого 2020 у Wayback Machine.]      |                                                |
| Polsat Sport Extra             | Cyfrowy Polsat S.A.                         | Польща          | польська                                                         | немає                                                                | спорт                         | 07:00 — 01:00 | ні        | ні    | 16:9 SDTV            | кабельна, IPTV TVM: MUX 4                                                               | немає                                               |                                                |
| Polsat Sport Extra HD          | Cyfrowy Polsat S.A.                         | Польща          | польська                                                         | немає                                                                | спорт                         | 07:00 — 01:00 | ні        | ні    | 16:9 HDTV            | цифрова кабельна, IPTV інтернет                                                         | немає                                               |                                                |
| Cinemax 2                      | HBO Holding Zrt.                            | Угорщина        | польська, оригінал                                               | польська                                                             | Time Shifted TV               | цілодобово    | ні        | ні    | 16:9 SDTV            | кабельна, IPTV                                                                          | немає                                               |                                                |
| Cinemax 2 HD                   | HBO Holding Zrt.                            | Угорщина        | польська, оригінал                                               | польська                                                             | Time Shifted TV               | цілодобово    | ні        | ні    | 16:9HDTV             | цифрова кабельна, IPTV                                                                  | немає                                               |                                                |
| MTV 00s                        | Viacom Media Networks                       | Польща          | польська                                                         | немає                                                                | музика                        | 23:00-13:00   | ні        | ні    | 16:9 SDTV            | цифрова кабельна, IPTV                                                                  | [Архівовано 27 лютого 2010 у Wayback Machine.]      |                                                |
| Polsat Comedy Central Extra    | Viacom Media Networks                       | Польща          | польська, англійська                                             | немає                                                                | серіали                       | цілодобово    | ні        | ні    | 16:9 SDTV            | цифрова кабельна, IPTV TVM: MUX 4                                                       | [Архівовано 1 травня 2010 у Wayback Machine.]       |                                                |
| Polsat Comedy Central Extra HD | Viacom Media Networks                       | Польща          | польська, англійська                                             | немає                                                                | серіали                       | цілодобово    | ні        | ні    | 16:9 HDTV            | цифрова                                                                                 | [Архівовано 1 травня 2010 у Wayback Machine.]       |                                                |
| AXN White                      | Sony Pictures Entertainment, Inc.           | Велика Британія | польська                                                         | польська                                                             | серіали                       | 06:00 - 05:30 | ні        | ні    | 4:3/16:9 SDTV        | цифрова кабельна, IPTV інтернет                                                         | [Архівовано 27 вересня 2013 у Wayback Machine.]     |                                                |
| AXN Black                      | Sony Pictures Entertainment, Inc.           | Велика Британія | польська                                                         | польська                                                             | серіали                       | 06:00 - 05:00 | ні        | ні    | 4:3/16:9 SDTV        | цифрова кабельна, IPTV інтернет                                                         | [Архівовано 27 вересня 2013 у Wayback Machine.]     |                                                |
| SportKlub                      | IKO Media Group                             | Польща          | польська                                                         | немає                                                                | sport                         | цілодобово    | ні        | ні    | 16:9 SDTV            | кабельна, IPTV інтернет                                                                 | [Архівовано 10 квітня 2017 у Wayback Machine.]      |                                                |
| SportKlub HD                   | IKO Media Group                             | Польща          | польська                                                         | немає                                                                | sport                         | цілодобово    | ні        | ні    | 16:9 HDTV            | цифрова кабельна                                                                        | [Архівовано 10 квітня 2017 у Wayback Machine.]      |                                                |
| Baby TV                        | Fox International Channels                  | Велика Британія | польська, інші                                                   | немає                                                                | дитячий                       | цілодобово    | ні        | ні    | 16:9 SDTV            | цифрова кабельна, IPTV                                                                  | [Архівовано 10 лютого 2010 у Wayback Machine.]      |                                                |
| Canal+ Kuchnia                 | ITI Neovision S.A.                          | Польща          | польська                                                         | немає                                                                | кулінарія                     | цілодобово    | ні        | ні    | 16:9 SDTV            | кабельна, IPTV                                                                          | [Архівовано 15 листопада 2011 у Wayback Machine.]   |                                                |
| Canal+ Kuchnia HD              | ITI Neovision S.A.                          | Польща          | польська, оригінал                                               | польська                                                             | кулінарія                     | цілодобово    | ні        | ні    | 16:9 HDTV            | цифрова кабельна, IPTV                                                                  | [Архівовано 15 листопада 2011 у Wayback Machine.]   |                                                |
| Wydarzenia 24                  | Superstacja Sp. z o.o.                      | Польща          | польська                                                         | немає                                                                | інформаційний                 | цілодобово    | ні        | ні    | 16:9 SDTV            | кабельна, IPTV інтернет                                                                 | [Архівовано 28 січня 2011 у Wayback Machine.]       |                                                |
| Wydarzenia 24 HD               | Superstacja Sp. z o.o.                      | Польща          | польська                                                         | немає                                                                | інформаційний                 | цілодобово    | ні        | ні    | 16:9 HDTV            | цифрова кабельна, IPTV                                                                  | [Архівовано 28 січня 2011 у Wayback Machine.]       |                                                |
| Canal+ Sport 5                 | ITI Neovision S.A.                          | Польща          | польська                                                         | немає                                                                | спорт                         | 09:00 - 02:00 | ні        | ні    | 16:9 SDTV            | кабельна, IPTV                                                                          | [Архівовано 14 червня 2020 у Wayback Machine.]      |                                                |
| Canal+ Sport 5 HD              | ITI Neovision S.A.                          | Польща          | польська                                                         | немає                                                                | спорт                         | 09:00 - 02:00 | ні        | ні    | 16:9 HDTV            | цифрова кабельна, IPTV                                                                  | [Архівовано 14 червня 2020 у Wayback Machine.]      |                                                |
| Comedy Central                 | Viacom Media Networks                       | Польща          | польська, англійська                                             | немає                                                                | гумор                         | цілодобово    | ні        | ні    | 16:9 SDTV            | кабельна, IPTV TVM: MUX 4                                                               | [Архівовано 13 травня 2021 у Wayback Machine.]      |                                                |
| Comedy Central HD              | Viacom Media Networks                       | Польща          | польська, англійська                                             | немає                                                                | гумор                         | цілодобово    | ні        | ні    | 16:9 HDTV            | цифрова кабельна, IPTV                                                                  | [Архівовано 13 травня 2021 у Wayback Machine.]      |                                                |
| FightKlub                      | IKO Media Group                             | Угорщина        | польська                                                         | немає                                                                | спорт                         | цілодобово    | ні        | ні    | 16:9 SDTV            | кабельна, IPTV інтернет                                                                 | [Архівовано 23 грудня 2016 у Wayback Machine.]      |                                                |
| FightKlub HD                   | IKO Media Group                             | Угорщина        | польська                                                         | немає                                                                | спорт                         | цілодобово    | ні        | ні    | 16:9 HDTV            | цифрова кабельна, IPTV                                                                  | [Архівовано 23 грудня 2016 у Wayback Machine.]      |                                                |
| Discovery Historia             | Discovery Communications, Inc.              | Велика Британія | польська                                                         | немає                                                                | історія                       | цілодобово    | ні        | ні    | 16:9 SDTV            | цифрова кабельна, IPTV                                                                  | [Архівовано 19 березня 2015 у Wayback Machine.]     |                                                |
| Disney Channel                 | The Walt Disney Company                     | Велика Британія | польська, англійська                                             | немає                                                                | дитячий, молодіжний           | цілодобово    | ні        | ні    | 16:9 SDTV            | кабельна, IPTV                                                                          | [Архівовано 21 вересня 2016 у Wayback Machine.]     |                                                |
| Disney Channel HD              | The Walt Disney Company                     | Велика Британія | польська, англійська                                             | немає                                                                | дитячий, молодіжний           | цілодобово    | ні        | ні    | 16:9 HDTV            | цифрова кабельна, IPTV                                                                  | [Архівовано 21 вересня 2016 у Wayback Machine.]     |                                                |
| AMC HD                         | Cyfrowy Polsat                              | Польща          | польська, англійська                                             | польська                                                             | фільм, серіали                | 06:10 - 05:00 | ні        | ні    | 16:9 HDTV            | цифрова кабельна, IPTV                                                                  | [Архівовано 19 січня 2018 у Wayback Machine.]       |                                                |
| Fox Comedy                     | Fox International Channels                  | Польща          | польська, англійська                                             | немає                                                                | серіали, гумор, розваги       | 05:15 - 04:15 | ні        | ні    | 16:9 SDTV            | кабельна, IPTV                                                                          | [Архівовано 5 січня 2015 у Wayback Machine.]        |                                                |
| Fox Comedy HD                  | Fox International Channels                  | Польща          | польська, англійська                                             | немає                                                                | серіали, гумор, розваги       | 05:15 - 04:15 | ні        | ні    | 16:9 HDTV            | цифрова кабельна, IPTV                                                                  | [Архівовано 5 січня 2015 у Wayback Machine.]        |                                                |
| E! Entertainment               | BCUniversal                                 | Велика Британія | польська, англійська                                             | немає                                                                | розваги                       | цілодобово    | ні        | ні    | 16:9 SDTV            | кабельна, IPTV                                                                          | [Архівовано 12 червня 2012 у Wayback Machine.]      |                                                |
| E! Entertainment HD            | BCUniversal                                 | Велика Британія | польська, англійська, французька, італійська, німецька, турецька | немає                                                                | розваги                       | цілодобово    | ні        | ні    | 16:9 HDTV            | цифрова кабельна, IPTV                                                                  | [Архівовано 12 червня 2012 у Wayback Machine.]      |                                                |
| HBO 3                          | HBO Holding Zrt.                            | Польща          | польська, оригінал                                               | польська                                                             | серіали, фільм                | цілодобово    | так       | ні    | 16:9 SDTV            | кабельна, IPTV                                                                          | [Архівовано 31 серпня 2017 у Wayback Machine.]      |                                                |
| HBO 3 HD                       | HBO Holding Zrt.                            | Польща          | польська, оригінал                                               | польська                                                             | серіали, фільм                | цілодобово    | так       | ні    | 16:9 HDTV            | цифрова кабельна, IPTV                                                                  | [Архівовано 31 серпня 2017 у Wayback Machine.]      |                                                |
| Love                           | 1 Plus 1 Equals 10 Ltd.                     | Польща          | польська                                                         | немає                                                                | сімейний                      | цілодобово    | ні        | ні    | 16:9 SDTV            | кабельна, IPTV інтернет                                                                 | [Архівовано 26 лютого 2020 у Wayback Machine.]      |                                                |
| Love HD                        | 1 Plus 1 Equals 10 Ltd.                     | Польща          | польська                                                         | немає                                                                | сімейний                      | цілодобово    | ні        | ні    | 16:9 HDTV            | кабельна, IPTV                                                                          | [Архівовано 26 лютого 2020 у Wayback Machine.]      |                                                |
| Kino TV                        | SPI International                           | Польща          | польська                                                         | немає                                                                | фільм, серіали                | цілодобово    | ні        | ні    | 16:9 SDTV            | цифрова кабельна, IPTV інтернет                                                         | [Архівовано 1 квітня 2020 у Wayback Machine.]       |                                                |
| FilmBox Premium HD             | SPI International                           | Польща          | польська                                                         | немає                                                                | фільм                         | цілодобово    | ні        | ні    | 16:9 SDTV            | цифрова кабельна, IPTV інтернет                                                         | [Архівовано 14 лютого 2020 у Wayback Machine.]      |                                                |
| Nat Geo Wild                   | Fox International Channels                  | Велика Британія | польська, англійська                                             | немає                                                                | пригоди                       | цілодобово    | ні        | ні    | 16:9 SDTV            | кабельна, IPTV                                                                          | [Архівовано 26 лютого 2020 у Wayback Machine.]      |                                                |
| Nat Geo Wild HD                | Fox International Channels                  | Велика Британія | польська, англійська                                             | немає                                                                | пригоди                       | цілодобово    | ні        | ні    | 16:9 HDTV            | цифрова кабельна, IPTV                                                                  | [Архівовано 26 лютого 2020 у Wayback Machine.]      |                                                |
| Duck TV                        | Fox International Channels                  | Польща          | польська                                                         | немає                                                                | дитячий                       | цілодобово    | ні        | ні    | 16:9 SDTV            | цифрова, кабельна, IPTV                                                                 | [Архівовано 18 грудня 2019 у Wayback Machine.]      |                                                |
| MTV Live HD                    | Viacom                                      | Велика Британія | англійська, польська                                             | немає                                                                | музика                        | цілодобово    | ні        | ні    | 16:9 HDTV            | цифрова, кабельна, IPTV                                                                 | [Архівовано 29 січня 2013 у Archive.is]             |                                                |
| Music Box                      | Music Box Group                             | Польща          | англійська, польська, українська                                 | немає                                                                | музика                        | цілодобово    | ні        | ні    | 16:9 HDTV            | цифрова, кабельна, IPTV                                                                 |                                                     |                                                |
| Polsat Play                    | Cyfrowy Polsat S.A.                         | Польща          | польська                                                         | польська                                                             | lifestyle                     | цілодобово    | так       | ні    | 16:9/4:3 SDTV        | кабельна, IPTV TVM: MUX 4 інтернет                                                      | [Архівовано 26 лютого 2020 у Wayback Machine.]      |                                                |
| Polsat Play HD                 | Cyfrowy Polsat S.A.                         | Польща          | польська                                                         | польська                                                             | lifestyle                     | цілодобово    | так       | ні    | 16:9 HDTV            | цифрова кабельна, IPTV                                                                  | [Архівовано 26 лютого 2020 у Wayback Machine.]      |                                                |
| TVN 24 BiS                     | TVN S.A.                                    | Польща          | польська, оригінал                                               | немає                                                                | інформаційний                 | цілодобово    | ні        | ні    | 16:9 SDTV            | кабельна, IPTV                                                                          | [Архівовано 26 лютого 2020 у Wayback Machine.]      |                                                |
| TVN 24 BiS HD                  | TVN S.A.                                    | Польща          | польська, оригінал                                               | немає                                                                | інформаційний                 | цілодобово    | ні        | ні    | 16:9 HDTV            | platformy sat, кабельна                                                                 | [Архівовано 26 лютого 2020 у Wayback Machine.]      |                                                |
| Da Vinci                       | Da Vinci Media GmbH                         | Велика Британія | польська, угорська, англійська, російська, українська            | румунська, болгарська, словенська, македонська, хорватська, сербська | популярно-науковий            | цілодобово    | ні        | ні    | 16:9 SDTV            | цифрова кабельна, IPTV інтернет                                                         | [Архівовано 26 лютого 2020 у Wayback Machine.]      |                                                |
| Da Vinci HD                    | Da Vinci Media GmbH                         | Велика Британія | польська, угорська, англійська, російська, українська            | румунська, болгарська, словенська, македонська, хорватська, сербська | популярно-науковий            | цілодобово    | ні        | ні    | 16:9 HDTV            | кабельна, IPTV                                                                          | [Архівовано 26 лютого 2020 у Wayback Machine.]      |                                                |
| FilmBox Extra                  | SPI International                           | Польща          | польська, чеська                                                 | немає                                                                | фільм                         | цілодобово    | ні        | ні    | 16:9 HDTV            | цифрова кабельна, IPTV інтернет                                                         | [Архівовано 27 лютого 2020 у Wayback Machine.]      |                                                |
| Sci Fi                         | Universal Networks International            | Польща          | польська, англійська                                             | румунська, польська                                                  | серіали фільм                 | цілодобово    | ні        | ні    | 16:9 SDTV            | цифрова кабельна, IPTV                                                                  | [Архівовано 14 квітня 2020 у Wayback Machine.]      |                                                |
| Sci Fi HD                      | Universal Networks International            | Польща          | польська, англійська                                             | румунська, польська                                                  | серіали фільм                 | цілодобово    | ні        | ні    | 16:9 HDTV            | кабельна, IPTV                                                                          | [Архівовано 14 квітня 2020 у Wayback Machine.]      |                                                |
| BBC Brit                       | BBC Worldwide Ltd.                          | Велика Британія | польська, англійська                                             | немає                                                                | lifestyle, техніка            | цілодобово    | ні        | ні    | 16:9 SDTV            | кабельна, IPTV інтернет                                                                 |                                                     |                                                |
| BBC Brit HD                    | BBC Worldwide Ltd.                          | Велика Британія | польська, англійська                                             | немає                                                                | lifestyle, техніка            | цілодобово    | ні        | ні    | 16:9HDTV             | цифрова кабельна, IPTV                                                                  |                                                     |                                                |
| BBC Earth                      | BBC Worldwide Ltd.                          | Велика Британія | польська, англійська                                             | немає                                                                | документальний                | цілодобово    | ні        | ні    | 16:9 SDTV            | кабельна, IPTV інтернет                                                                 |                                                     |                                                |
| BBC Earth HD                   | BBC Worldwide Ltd.                          | Велика Британія | польська, англійська                                             | немає                                                                | документальний                | цілодобово    | ні        | ні    | 16:9HDTV             | цифрова кабельна, IPTV                                                                  |                                                     |                                                |
| BBC Lifestyle                  | BBC Worldwide Ltd.                          | Велика Британія | польська, англійська                                             | немає                                                                | lifestyle                     | цілодобово    | ні        | ні    | 16:9 SDTV            | кабельна, IPTV інтернет                                                                 |                                                     |                                                |
| BBC Lifestyle HD               | BBC Worldwide Ltd.                          | Велика Британія | польська, англійська                                             | немає                                                                | lifestyle                     | цілодобово    | ні        | ні    | 16:9HDTV             | цифрова кабельна, IPTV                                                                  |                                                     |                                                |
| BBC CBeebies                   | BBC Worldwide Ltd.                          | Велика Британія | польська, англійська                                             | немає                                                                | дитячий                       | цілодобово    | ні        | ні    | 16:9 SDTV            | цифрова кабельна, IPTV інтернет                                                         |                                                     |                                                |
| Polsat JimJam                  | Cyfrowy Polsat                              | Польща          | польська, англійська                                             | немає                                                                | дитячий                       | цілодобово    | ні        | ні    | 16:9 SDTV            | цифрова кабельна, IPTV                                                                  | [Архівовано 13 грудня 2010 у Wayback Machine.]      |                                                |
| EbS+                           | Parlament Europejski                        | Бельгія         | польська, інші                                                   | немає                                                                | Європейське телебачення       | 09:00 - 18:00 | ні        | ні    | 4:3/16:9 SDTV        | FTA супутник: Sirius, NSS, Eutelsat 9,0°E                                               | [недоступне посилання]                              |                                                |
| EbS+ HD                        | Parlament Europejski                        | Бельгія         | польська, інші                                                   | немає                                                                | Європейське телебачення       | 09:00 - 18:00 | ні        | ні    | 16:9 HDTV            | FTA супутник: Sirius, NSS, Eutelsat 9,0°E                                               | [недоступне посилання]                              |                                                |
| History                        | Cyfrowy Polsat                              | Велика Британія | польська, англійська                                             | немає                                                                | розваги                       | цілодобово    | ні        | ні    | 16:9SDTV             | кабельна, IPTV інтернет                                                                 | [Архівовано 3 серпня 2020 у Wayback Machine.]       |                                                |
| History HD                     | Cyfrowy Polsat                              | Велика Британія | польська, англійська                                             | немає                                                                | розваги                       | цілодобово    | ні        | ні    | 16:9 HDTV            | цифрова кабельна, IPTV                                                                  | [Архівовано 3 серпня 2020 у Wayback Machine.]       |                                                |
| Polsat News                    | Cyfrowy Polsat S.A.                         | Польща          | польська                                                         | польська                                                             | інформаційний                 | цілодобово    | ні        | ні    | 16:9 SDTV            | FTA супутник: Eutelsat 33,0°E кабельна, IPTV TVM: MUX 4, інтернет                       | [Архівовано 26 лютого 2020 у Wayback Machine.]      |                                                |
| Polsat News HD                 | Cyfrowy Polsat S.A.                         | Польща          | польська                                                         | польська                                                             | інформаційний                 | цілодобово    | ні        | ні    | 16:9 HDTV            | DVB-T: MUX тест, цифрова кабельна, IPTV                                                 | [Архівовано 26 лютого 2020 у Wayback Machine.]      |                                                |
| Nickelodeon                    | Viacom Media Networks                       | Польща          | польська                                                         | немає                                                                | дитячий, молодіжний           | цілодобово    | ні        | ні    | 16:9 SDTV            | цифрова кабельна, IPTV TVM: MUX 4                                                       | [Архівовано 27 лютого 2020 у Wayback Machine.]      |                                                |
| Eska TV                        | Cyfrowy Polsat S.A.                         | Польща          | польська                                                         | немає                                                                | музичний                      | цілодобово    | ні        | так   | 16:9 SDTV            | DVB-T: MUX L1, L2, L3, L4 FTA супутник: Hot Bird 13,0°E цифрова кабельна, IPTV інтернет | немає                                               |                                                |
| Eska TV HD                     | Cyfrowy Polsat S.A.                         | Польща          | польська                                                         | немає                                                                | музичний                      | цілодобово    | ні        | так   | 16:9 HDTV            | кабельна, IPTV                                                                          | немає                                               |                                                |
| FilmBox Family                 | SPI International                           | Польща          | польська, чеська, угорська, оригінал                             | немає                                                                | фільм                         | 07:00 - 23:00 | ні        | ні    | 16:9 SDTV            | цифрова кабельна, IPTV інтернет                                                         | [Архівовано 27 лютого 2020 у Wayback Machine.]      |                                                |
| Canal+ Domo                    | ITI Neovision S.A.                          | Польща          | польська                                                         | немає                                                                | дім та город                  | 06:00 - 03:00 | ні        | ні    | 16:9SDTV             | кабельна, IPTV                                                                          | [Архівовано 11 грудня 2011 у Wayback Machine.]      |                                                |
| Canal+ Domo HD                 | ITI Neovision S.A.                          | Польща          | польська, оригінал                                               | польська                                                             | дім та город                  | 06:00 - 03:00 | ні        | ні    | 16:9 HDTV            | цифрова кабельна, IPTV                                                                  | [Архівовано 11 грудня 2011 у Wayback Machine.]      |                                                |
| ID                             | Discovery Communications, Inc.              | Велика Британія | польська, англійська, угорська, російська                        | румунська, словенська                                                | криміналістика                | цілодобово    | ні        | ні    | 16:9SDTV             | кабельна, IPTV                                                                          |                                                     |                                                |
| ID HD                          | Discovery Communications, Inc.              | Велика Британія | польська, англійська, угорська, російська                        | румунська, словенська                                                | криміналістика                | цілодобово    | ні        | ні    | 16:9 HDTV            | цифрова кабельна, IPTV                                                                  |                                                     |                                                |
| Animal Planet HD               | Discovery Communications, Inc.              | Велика Британія | польська, англійська                                             | немає                                                                | природа                       | цілодобово    | ні        | ні    | 16:9 HDTV            | цифрова кабельна, IPTV                                                                  | немає                                               |                                                |
| Polsat Film                    | Cyfrowy Polsat S.A.                         | Польща          | польська                                                         | польська                                                             | фільм, серіали                | цілодобово    | так       | ні    | 16:9/4:3 SDTV        | кабельна, IPTV TVM: MUX 4                                                               | [Архівовано 26 лютого 2020 у Wayback Machine.]      |                                                |
| Polsat Film HD                 | Cyfrowy Polsat S.A.                         | Польща          | польська                                                         | польська                                                             | фільм, серіали                | цілодобово    | так       | ні    | 16:9 HDTV            | DVB-T: MUX testowyцифрова кабельна, IPTV                                                | [Архівовано 26 лютого 2020 у Wayback Machine.]      |                                                |
| 4fun kids                      | 4fun Media S.A.                             | Польща          | польська                                                         | немає                                                                | музика                        | цілодобово    | ні        | ні    | 16:9 SDTV            | DVB-T: MUX L2, L3 цифрова кабельна, IPTV інтернет                                       | немає                                               |                                                |
| Crime+Investigation Polsat     | Cyfrowy Polsat                              | Польща          | польська                                                         | немає                                                                | криміналістика                | цілодобово    | ні        | ні    | 16:9 SDTV            | кабельна, IPTV інтернет                                                                 | [Архівовано 7 січня 2015 у Wayback Machine.]        |                                                |
| Crime+Investigation Polsat HD  | Cyfrowy Polsat                              | Польща          | польська                                                         | немає                                                                | криміналістика                | цілодобово    | ні        | ні    | 16:9 HDTV            | цифрова                                                                                 | [Архівовано 7 січня 2015 у Wayback Machine.]        |                                                |
| Canal+ Family                  | ITI Neovision S.A.                          | Польща          | польська, оригінал                                               | польська                                                             | фільм                         | цілодобово    | так       | ні    | 16:9 SDTV            | кабельна, IPTV                                                                          | немає                                               |                                                |
| Canal+ Family HD               | ITI Neovision S.A.                          | Польща          | польська, оригінал                                               | польська                                                             | фільм                         | цілодобово    | так       | ні    | 16:9 HDTV            | цифрова кабельна, IPTV                                                                  | немає                                               |                                                |
| Sundance TV                    | Cyfrowy Polsat                              | США             | польська, англійська                                             | польська, англійськае, greckie                                       | фільм                         | цілодобово    | ні        | ні    | 16:9 SDTV            | кабельна, IPTV інтернет                                                                 | [Архівовано 2 серпня 2016 у Wayback Machine.]       |                                                |
| Sundance TV HD                 | Cyfrowy Polsat                              | США             | польська, англійська                                             | польська, англійськае, greckie                                       | фільм                         | цілодобово    | ні        | ні    | 16:9 HDTV            | цифрова кабельна, IPTV                                                                  | [Архівовано 2 серпня 2016 у Wayback Machine.]       |                                                |
| BBC First                      | BBC Worldwide Ltd.                          | Велика Британія | польська, англійська                                             | англійськае                                                          | загальний                     | цілодобово    | так       | ні    | format obrazu - 16:9 | цифрова кабельна, IPTV інтернет                                                         |                                                     |                                                |
| BBC First HD                   | BBC Worldwide Ltd.                          | Велика Британія | польська, англійська                                             | немає                                                                | загальний                     | цілодобово    | ні        | ні    | 16:9 HDTV            | цифрова кабельна, IPTV інтернет                                                         |                                                     |                                                |
| Polsat Viasat Nature           | Viasat World Ltd.                           | Швеція          | польська                                                         | немає                                                                | природничий                   | цілодобово    | ні        | ні    | 16:9 SDTV            | кабельна, IPTV інтернет                                                                 | [Архівовано 2 червня 2020 у Wayback Machine.]       |                                                |
| Polsat Viasat Nature HD        | Viasat World Ltd.                           | Швеція          | польська                                                         | немає                                                                | природничий                   | цілодобово    | ні        | ні    | 16:9 HDTV            | цифрова кабельна, IPTV                                                                  | [Архівовано 2 червня 2020 у Wayback Machine.]       |                                                |
| Home TV                        | MWE Networks                                | Польща          | польська                                                         | немає                                                                | городництво, сільське життя   | цілодобово    | ні        | ні    | 16:9 SDTV            | кабельна, IPTV інтернет                                                                 | [Архівовано 11 серпня 2020 у Wayback Machine.]      |                                                |
| Home TV HD                     | MWE Networks                                | Польща          | польська                                                         | немає                                                                | городництво, сільське життя   | цілодобово    | ні        | ні    | 16:9 HDTV            | кабельна, IPTV                                                                          | [Архівовано 11 серпня 2020 у Wayback Machine.]      |                                                |
| Disney Junior                  | The Walt Disney Company                     | Велика Британія | польська, англійська                                             | немає                                                                | дитячий                       | цілодобово    | ні        | ні    | 16:9 SDTV            | цифрова кабельна, IPTV                                                                  | [Архівовано 19 травня 2011 у Wayback Machine.]      |                                                |
| Nick Jr.                       | Viacom Media Networks                       | Польща          | польська, англійська, російська, угорська, румунська, арабська   | немає                                                                | дитячий                       | цілодобово    | ні        | ні    | 16:9 SDTV            | цифрова кабельна, IPTV                                                                  | [Архівовано 27 січня 2013 у Wayback Machine.]       |                                                |
| Fox                            | Fox International Channels                  | Польща          | польська, англійська                                             | немає                                                                | серіали                       | 05:00 - 04:00 | ні        | ні    | 16:9 SDTV            | кабельна, IPTV                                                                          | [Архівовано 3 серпня 2020 у Wayback Machine.]       |                                                |
| Fox HD                         | Fox International Channels                  | Польща          | польська, англійська                                             | немає                                                                | серіали                       | 05:00 - 04:00 | ні        | ні    | 16:9 HDTV            | цифрова кабельна, IPTV                                                                  | [Архівовано 3 серпня 2020 у Wayback Machine.]       |                                                |
| Canal+ Seriale                 | ITI Neovision S.A.                          | Польща          | польська, оригінал                                               | польська                                                             | серіали, фільм                | цілодобово    | так       | ні    | 16:9 SDTV            | кабельна, IPTV                                                                          | немає                                               |                                                |
| Canal+ Seriale HD              | ITI Neovision S.A.                          | Польща          | польська, оригінал                                               | польська                                                             | серіали, фільм                | цілодобово    | так       | ні    | 16:9 HDTV            | цифрова кабельна, IPTV                                                                  | немає                                               |                                                |
| Romance TV                     | Mainstream Media AG                         | Німеччина       | польська, ніmiecki                                               | немає                                                                | мелодрами                     | цілодобово    | ні        | ні    | 16:9 SDTV            | кабельна                                                                                | [Архівовано 15 грудня 2019 у Wayback Machine.]      |                                                |
| Romance TV HD                  | Mainstream Media AG                         | Німеччина       | польська, ніmiecki                                               | немає                                                                | мелодрами                     | цілодобово    | ні        | ні    | 16:9 HDTV            | цифрова кабельна, IPTV                                                                  | [Архівовано 15 грудня 2019 у Wayback Machine.]      |                                                |
| Viasat Nature HD               | Viasat World Ltd.                           | Швеція          | польська, англійська, російська, чеська, угорська                | немає                                                                | природничий                   | 06:00 - 18:00 | ні        | ні    | 16:9 HDTV            | цифрова кабельна, IPTV                                                                  | [Архівовано 13 лютого 2013 у Wayback Machine.]      |                                                |
| Viasat History HD              | Viasat World Ltd.                           | Швеція          | польська, англійська, російська, чеська, угорська                | немає                                                                | історія                       | 18:00 - 06:00 | ні        | ні    | 16:9 HDTV            | цифрова кабельна, IPTV                                                                  | [Архівовано 13 лютого 2013 у Wayback Machine.]      |                                                |
| Polo TV                        | Cyfrowy Polsat S.A.                         | Польща          | польська                                                         | немає                                                                | музика                        | цілодобово    | ні        | так   | 16:9 SDTV            | DVB-T: MUX 1 FTA супутник: Hot Bird 13,0°E цифрова кабельна, IPTV інтернет              | [Архівовано 15 квітня 2020 у Wayback Machine.]      |                                                |
| Polo TV HD                     | Cyfrowy Polsat S.A.                         | Польща          | польська                                                         | немає                                                                | музика                        | цілодобово    | ні        | так   | 16:9 HDTV            | цифрова кабельна, IPTV                                                                  | [Архівовано 15 квітня 2020 у Wayback Machine.]      | [Архівовано 15 квітня 2020 у Wayback Machine.] |
| Kino Polska Muzyka             | SPI International Польща                    | Польща          | польська                                                         | немає                                                                | музика                        | 06:00 - 05:00 | ні        | ні    | 16:9 SDTV            | цифрова кабельна, IPTV інтернет                                                         | [Архівовано 27 лютого 2020 у Wayback Machine.]      | [Архівовано 15 квітня 2020 у Wayback Machine.] |
| Polsat Sport News              | Cyfrowy Polsat S.A.                         | Польща          | польська                                                         | немає                                                                | спорт                         | 07:00 - 01:00 | ні        | ні    | 16:9 SDTV            | кабельна, IPTV інтернет                                                                 | немає                                               |                                                |
| Polsat Sport News HD           | Cyfrowy Polsat S.A.                         | Польща          | польська                                                         | немає                                                                | спорт                         | 07:00 - 01:00 | ні        | ні    | 16:9 HDTV            | цифрова кабельна, IPTV                                                                  | немає                                               |                                                |
| TV6                            | Cyfrowy Polsat S.A.                         | Польща          | польська                                                         | польська                                                             | загальний                     | цілодобово    | ні        | ні    | 16:9 SDTV            | DVB-T: MUX 2 кабельна, IPTV                                                             | [Архівовано 15 березня 2022 у Wayback Machine.]     |                                                |
| TV6 HD                         | Cyfrowy Polsat S.A.                         | Польща          | польська                                                         | польська                                                             | загальний                     | цілодобово    | ні        | ні    | 16:9 HDTV            | цифрова кабельна, IPTV                                                                  | [Архівовано 15 березня 2022 у Wayback Machine.]     |                                                |
| Paramount network HD           | Viacom Media Networks                       | Польща          | польська                                                         | немає                                                                | немає                         | цілодобово    | ні        | ні    | 16:9 HDTV            | цифрова кабельна, IPTV                                                                  | [Архівовано 26 лютого 2020 у Wayback Machine.]      |                                                |
| 4fun Dance                     | 4fun Media S.A.                             | Польща          | польська                                                         | немає                                                                | музика                        | цілодобово    | ні        | ні    | 16:9 SDTV            | FTA супутник: Hot Bird 13,0°E цифрова кабельна, IPTV інтернет                           | [Архівовано 7 серпня 2020 у Wayback Machine.]       |                                                |
| Nicktoons Polska               | Viacom Media Networks                       | Польща          | польська, англійська, російська, турецька                        | немає                                                                | дитячий, молодіжний           | цілодобово    | ні        | ні    | 16:9 HDTV            | цифрова кабельна, IPTV                                                                  | [Архівовано 4 грудня 2011 у Wayback Machine.]       |                                                |
| TTV                            | Stavka sp. z o.o.                           | Польща          | польська                                                         | польська                                                             | розваги, lifestyle            | 05:30 - 05:00 | ні        | ні    | 16:9 SDTV            | DVB-T: MUX 1 кабельна, IPTV                                                             | [Архівовано 23 лютого 2020 у Wayback Machine.]      |                                                |
| TTV HD                         | Stavka sp. z o.o.                           | Польща          | польська                                                         | польська                                                             | розваги, lifestyle            | 05:30 - 05:00 | ні        | ні    | 16:9 HDTV            | DVB-T: MUX-L Warszawa цифрова кабельна, IPTV                                            | [Архівовано 23 лютого 2020 у Wayback Machine.]      |                                                |
| AXN Spin                       | Sony Pictures Entertainment, Inc.           | Велика Британія | польська                                                         | немає                                                                | серіали фільм                 | 06:15 - 04:45 | ні        | ні    | 16:9 SDTV            | кабельна, IPTV інтернет                                                                 | [Архівовано 23 вересня 2020 у Wayback Machine.]     |                                                |
| AXN Spin HD                    | Sony Pictures Entertainment, Inc.           | Велика Британія | польська, оригінал                                               | немає                                                                | серіали фільм                 | 06:15 - 04:45 | ні        | ні    | 16:9 HDTV            | цифрова кабельна, IPTV                                                                  | [Архівовано 23 вересня 2020 у Wayback Machine.]     |                                                |
| Water Planet                   | Media 5 Sp. z o.o.                          | Польща          | польська                                                         | немає                                                                | водна оболонка                | цілодобово    | ні        | ні    | 16:9 SDTV            | цифрова кабельна, IPTV                                                                  | [Архівовано 26 лютого 2020 у Wayback Machine.]      |                                                |
| Water Planet HD                | Media 5 Sp. z o.o.                          | Польща          | польська                                                         | немає                                                                | водна оболонка                | цілодобово    | ні        | ні    | 16:9 HDTV            | кабельна, IPTV                                                                          | [Архівовано 26 лютого 2020 у Wayback Machine.]      |                                                |
| Novela TV                      | Media 5 Sp. z o.o.                          | Польща          | польська                                                         | немає                                                                | теленовела                    | цілодобово    | ні        | ні    | 16:9 SDTV            | цифрова кабельна, IPTV                                                                  | [Архівовано 26 лютого 2020 у Wayback Machine.]      |                                                |
| Novela TV HD                   | Media 5 Sp. z o.o.                          | Польща          | польська                                                         | немає                                                                | теленовела                    | цілодобово    | ні        | ні    | 16:9 HDTV            | кабельна, IPTV                                                                          | [Архівовано 26 лютого 2020 у Wayback Machine.]      |                                                |
| Puls 2                         | Telewizja Puls Sp. z o.o.                   | Польща          | польська                                                         | польська                                                             | ogólny                        | цілодобово    | ні        | так   | 4:3/16:9 SDTV        | DVB-T: MUX 2 кабельна, IPTV                                                             | [Архівовано 25 лютого 2020 у Wayback Machine.]      |                                                |
| Puls 2 HD                      | Telewizja Puls Sp. z o.o.                   | Польща          | польська                                                         | польська                                                             | ogólny                        | цілодобово    | ні        | ні    | 16:9 HDTV            | цифрова кабельна, IPTV                                                                  | [Архівовано 25 лютого 2020 у Wayback Machine.]      |                                                |
| Antena hd                      | mwe networks                                | Польща          | польська                                                         | польська                                                             | серіали, розваги              | цілодобово    | так       | ні    | 4:3/16:9 SDTV        | DVB-T: MUX 1 цифрова кабельна, IPTV                                                     | [Архівовано 23 вересня 2013 у Wayback Machine.]     |                                                |
| FightBox                       | SPI International Польща                    | Польща          | польська, англійська                                             | немає                                                                | спорт                         | цілодобово    | ні        | ні    | 16:9 SDTV            | кабельна, IPTV інтернет                                                                 | [Архівовано 26 лютого 2020 у Wayback Machine.]      |                                                |
| FightBox HD                    | SPI International Польща                    | Польща          | польська, англійська                                             | немає                                                                | спорт                         | цілодобово    | ні        | ні    | 16:9 HDTV            | цифрова кабельна, IPTV інтернет                                                         | [Архівовано 26 лютого 2020 у Wayback Machine.]      |                                                |
| FilmBox Action                 | SPI International Польща                    | Польща          | польська                                                         | немає                                                                | фільм                         | цілодобово    | ні        | ні    | 16:9 SDTV            | цифрова кабельна, IPTV інтернет                                                         |                                                     |                                                |
| BYU TV                         | Brigham Young University                    | США             | польська, англійська, іспанська, португальська                   | немає                                                                | religia                       | цілодобово    | ні        | ні    | 4:3 SDTV             | FTA супутник: Telestar                                                                  | [Архівовано 8 серпня 2012 у wayback.archive-it.org] |                                                |
| Stars.TV                       | JBD S.A.                                    | Польща          | польська                                                         | польська                                                             | музика                        | цілодобово    | ні        | ні    | 16:9 SDTV            | DVB-T: MUX L1, L2, L3, L4 FTA супутник: Hot Bird 13,0°E цифрова кабельна, IPTV інтернет | [Архівовано 29 січня 2020 у Wayback Machine.]       |                                                |
| Stars.TV HD                    | JBD S.A.                                    | Польща          | польська                                                         | немає                                                                | музика                        | цілодобово    | ні        | ні    | 16:9 HDTV            | кабельна, IPTV                                                                          | [Архівовано 29 січня 2020 у Wayback Machine.]       |                                                |
| Food Network                   | TVN S.A.                                    | Польща          | польська                                                         | польська                                                             | кулінарія                     | цілодобово    | ні        | ні    | 16:9 SDTV            | кабельна, IPTV                                                                          | [Архівовано 23 лютого 2020 у Wayback Machine.]      |                                                |
| Food Network HD                | TVN S.A.                                    | Польща          | польська                                                         | польська                                                             | кулінарія                     | цілодобово    | ні        | ні    | 16:9 HDTV            | цифрова кабельна, IPTV                                                                  | [Архівовано 23 лютого 2020 у Wayback Machine.]      |                                                |
| Ginx eSports TV                | Ginx TV Ltd.                                | Велика Британія | польська, англійська                                             | немає                                                                | кіберспорт                    | цілодобово    | ні        | ні    | 16:9 SDTV            | кабельна, IPTV                                                                          | [Архівовано 25 вересня 2019 у Wayback Machine.]     |                                                |
| Ginx eSports TV HD             | Ginx TV Ltd.                                | Велика Британія | польська, англійська                                             | немає                                                                | кіберспорт                    | цілодобово    | ні        | ні    | 16:9 HDTV            | кабельна, IPTV                                                                          | [Архівовано 25 вересня 2019 у Wayback Machine.]     |                                                |
| Active Family                  | R.D.F. Broadcasting                         | Польща          | польська                                                         | немає                                                                | фізичне здоров'я              | цілодобово    | ні        | ні    | 16:9SDTV             | цифрова кабельна, IPTV інтернет                                                         | [Архівовано 13 жовтня 2015 у Wayback Machine.]      |                                                |
| Active Family HD               | R.D.F. Broadcasting                         | Польща          | польська                                                         | немає                                                                | фізичне здоров'я              | цілодобово    | ні        | ні    | 16:9 HDTV            | кабельна, IPTV                                                                          | [Архівовано 13 жовтня 2015 у Wayback Machine.]      |                                                |
| TV Republika                   | Telewizja Hizależna S.A.                    | Польща          | польська                                                         | немає                                                                | інформаційний                 | цілодобово    | ні        | ні    | 16:9 SDTV            | DVB-T: MUX-L Katowice цифрова кабельна, IPTV інтернет                                   | [Архівовано 21 лютого 2020 у Wayback Machine.]      |                                                |
| TV Republika HD                | Telewizja Hizależna S.A.                    | Польща          | польська                                                         | немає                                                                | інформаційний                 | цілодобово    | ні        | ні    | 16:9 HDTV            | кабельна, IPTV                                                                          | [Архівовано 21 лютого 2020 у Wayback Machine.]      |                                                |
| Eurochannel (Kino Europa)      | Eurochannel, Inc.                           | Франція         | оригінал, польська                                               | англійська, хорватська                                               | культура                      | цілодобово    | ні        | ні    | 16:9SDTV             | цифрова IPTV                                                                            | [Архівовано 21 лютого 2020 у Wayback Machine.]      |                                                |
| Eurochannel HD (Kino Europa)   | Eurochannel, Inc.                           | Франція         | оригінал, польська                                               | англійська, хорватська                                               | культура                      | цілодобово    | ні        | ні    | 16:9 HDTV            | FTA satelita: Eutelsat 16A                                                              | [Архівовано 21 лютого 2020 у Wayback Machine.]      |                                                |
| Polsat seriale                 | Cyfrowy Polsat S.A.                         | Польща          | польська                                                         | польська                                                             | серіали, фільм                | 06:00 - 04:50 | ні        | ні    | 16:9 SDTV            | цифрова кабельна, IPTV                                                                  | немає                                               |                                                |
| Power TV                       | Michał Winnicki Entertainment               | Польща          | польська                                                         | немає                                                                | музика                        | цілодобово    | ні        | ні    | 16:9 SDTV            | FTA супутник: Hot Bird 13,0°E цифрова кабельна, IPTV інтернет                           | [Архівовано 21 грудня 2021 у Wayback Machine.]      |                                                |
| Power TV HD                    | Michał Winnicki Entertainment               | Польща          | польська                                                         | немає                                                                | музика                        | цілодобово    | ні        | ні    | 16:9 HDTV            | кабельна, IPTV                                                                          | [Архівовано 21 грудня 2021 у Wayback Machine.]      |                                                |
| Motowizja                      | Motowizja sp. z o.o.                        | Польща          | польська                                                         | немає                                                                | моторизація                   | цілодобово    | ні        | ні    | 16:9SDTV             | кабельна, IPTV                                                                          | [Архівовано 5 травня 2020 у Wayback Machine.]       |                                                |
| Motowizja HD                   | Motowizja sp. z o.o.                        | Польща          | польська                                                         | немає                                                                | моторизація                   | цілодобово    | ні        | ні    | 16:9 HDTV            | цифрова кабельна, IPTV                                                                  | [Архівовано 5 травня 2020 у Wayback Machine.]       |                                                |
| FilmBox Arthouse               | SPI International                           | Польща          | оригінал                                                         | польська                                                             | фільм                         | цілодобово    | ні        | ні    | 16:9 SDTV            | цифрова кабельна, IPTV                                                                  | [Архівовано 21 лютого 2020 у Wayback Machine.]      |                                                |
| FilmBox Arthouse HD            | SPI International                           | Польща          | оригінал                                                         | польська                                                             | фільм                         | цілодобово    | ні        | ні    | 16:9 HDTV            | кабельна, IPTV                                                                          | [Архівовано 21 лютого 2020 у Wayback Machine.]      |                                                |
| Stopklatka                     | Agora SA i SPI International Польща         | Польща          | польська, оригінал                                               | польська                                                             | фільм                         | 06:00 - 05:00 | ні        | так   | 16:9 SDTV            | DVB-T: MUX 1, цифрова кабельна, IPTV                                                    | [Архівовано 10 серпня 2016 у Wayback Machine.]      |                                                |
| Stopklatka HD                  | Agora SA i SPI International Польща         | Польща          | польська, оригінал                                               | польська                                                             | фільм                         | 06:00 - 05:00 | ні        | так   | 16:9 HDTV            | кабельна, IPTV                                                                          | [Архівовано 10 серпня 2016 у Wayback Machine.]      |                                                |
| Vox Music TV                   | Cyfrowy Polsat S.A.                         | Польща          | польська                                                         | немає                                                                | музика                        | цілодобово    | ні        | так   | 16:9 SDTV            | FTA супутник: Hot Bird 13,0°E цифрова кабельна, IPTV інтернет                           | [Архівовано 15 квітня 2020 у Wayback Machine.]      |                                                |
| Fokus TV                       | Cyfrowy Polsat S.A.                         | Польща          | польська                                                         | польська                                                             | науково-популярний            | цілодобово    | ні        | так   | 16:9 SDTV            | DVB-T: MUX 1 кабельна, IPTV інтернет                                                    | [Архівовано 17 березня 2020 у Wayback Machine.]     |                                                |
| Fokus TV HD                    | Cyfrowy Polsat S.A.                         | Польща          | польська                                                         | польська                                                             | науково-популярний            | цілодобово    | ні        | так   | 16:9 HDTV            | цифрова кабельна, IPTV                                                                  | [Архівовано 17 березня 2020 у Wayback Machine.]     |                                                |
| Disco Polo Music               | Cyfrowy Polsat S.A.                         | Польща          | польська                                                         | немає                                                                | музика                        | цілодобово    | ні        | ні    | 16:9 SDTV            | цифрова кабельна, IPTV                                                                  | [Архівовано 26 лютого 2020 у Wayback Machine.]      |                                                |
| Adventure                      | Michał Winnicki Entertainment               | Польща          | польська                                                         | немає                                                                | lifestyle, документальний     | цілодобово    | ні        | ні    | 16:9 SDTV            | кабельна, IPTV інтернет                                                                 | [Архівовано 2 січня 2022 у Wayback Machine.]        |                                                |
| Adventure HD                   | Michał Winnicki Entertainment               | Польща          | польська                                                         | немає                                                                | lifestyle, документальний     | цілодобово    | ні        | ні    | 16:9 HDTV            | цифрова кабельна, IPTV                                                                  | [Архівовано 2 січня 2022 у Wayback Machine.]        |                                                |
| Polsat Music                   | Cyfrowy Polsat S.A.                         | Польща          | польська                                                         | немає                                                                | музика                        | цілодобово    | ні        | ні    | 16:9 SDTV            | цифрова кабельна, IPTV                                                                  | немає                                               |                                                |
| Polsat Music HD                | Cyfrowy Polsat S.A.                         | Польща          | польська                                                         | немає                                                                | музика                        | цілодобово    | ні        | ні    | 16:9 HDTV            | цифрова кабельна, IPTV                                                                  | немає                                               |                                                |
| History 2 HD                   | Cyfrowy Polsat                              | Велика Британія | польська, англійська                                             | немає                                                                | історія                       | цілодобово    | ні        | ні    | 16:9 HDTV            | цифрова кабельна, IPTV                                                                  | [Архівовано 13 липня 2021 у Wayback Machine.]       |                                                |
| News 24                        | Astro s.a.                                  | Велика Британія | польська, англійська                                             | немає                                                                | розваги, фільм                | цілодобово    | ні        | ні    | 16:9 HDTV            | цифрова кабельна, IPTV                                                                  | [Архівовано 26 лютого 2020 у Wayback Machine.]      |                                                |
| TVN Fabuła HD                  | TVN S.A.                                    | Польща          | польська, оригінал                                               | польська                                                             | серіали, фільм                | цілодобово    | ні        | ні    | 16:9 HDTV            | цифрова кабельна, IPTV                                                                  | [Архівовано 23 лютого 2020 у Wayback Machine.]      |                                                |
| Canal+ Sport 2 HD              | ITI Neovision Sp. z o.o.                    | Польща          | польська                                                         | немає                                                                | спорт                         | цілодобово    | ні        | ні    | 16:9 HDTV            | цифрова кабельна, IPTV                                                                  | немає                                               |                                                |
| Canal+ dokument HD             | ITI Neovision S.A.                          | Польща          | польська                                                         | польська                                                             | документальний                | цілодобово    | ні        | ні    | 16:9 HDTV            | цифрова кабельна, IPTV                                                                  | немає                                               |                                                |
| 13.tv                          | Astro S.A.                                  | Польща          | польська                                                         | немає                                                                | загальний                     | цілодобово    | ні        | ні    | 16:9 SDTV            | кабельна, IPTV                                                                          | [Архівовано 26 лютого 2020 у Wayback Machine.]      |                                                |
| 13.tv HD                       | Astro S.A.                                  | Польща          | польська                                                         | немає                                                                | загальний                     | цілодобово    | ні        | ні    | 16:9 HDTV            | кабельна, IPTV                                                                          | [Архівовано 26 лютого 2020 у Wayback Machine.]      |                                                |
| 13.tv 3D                       | Astro S.A.                                  | Польща          | польська                                                         | немає                                                                | загальний                     | цілодобово    | ні        | ні    | 16:9 3DTV            | кабельна, IPTV                                                                          | [Архівовано 26 лютого 2020 у Wayback Machine.]      |                                                |
| Eleven Sports 1 HD             | Eleven Sports Network                       | Польща          | польська, інші                                                   | немає                                                                | футбол                        | цілодобово    | ні        | ні    | 16:9 HDTV            | цифрова кабельна, IPTV                                                                  | [Архівовано 23 квітня 2020 у Wayback Machine.]      |                                                |
| Eleven Sports 2 HD             | Eleven Sports Network                       | Польща          | польська, różne                                                  | немає                                                                | спорт                         | цілодобово    | ні        | ні    | 16:9 HDTV            | цифрова кабельна, IPTV                                                                  | [Архівовано 23 квітня 2020 у Wayback Machine.]      |                                                |
| Nuta.TV                        | Michał Winnicki Entertainment               | Польща          | польська                                                         | немає                                                                | музика                        | цілодобово    | ні        | ні    | 16:9 SDTV            | цифрова кабельна, IPTV інтернет                                                         | [Архівовано 26 лютого 2020 у Wayback Machine.]      |                                                |
| Nuta.TV HD                     | Michał Winnicki Entertainment               | Польща          | польська                                                         | немає                                                                | музика                        | цілодобово    | ні        | ні    | 16:9 HDTV            | кабельна, IPTV                                                                          | [Архівовано 26 лютого 2020 у Wayback Machine.]      |                                                |
| Nat Geo People HD              | Fox International Channels                  | Польща          | польська, англійська                                             | немає                                                                | lifestyle, документальний     | цілодобово    | ні        | ні    | 16:9 HDTV            | цифрова кабельна, IPTV                                                                  | [Архівовано 9 серпня 2018 у Wayback Machine.]       |                                                |
| Top Kids                       | Michał Winnicki Entertainment               | Польща          | польська                                                         | немає                                                                | дитячий                       | цілодобово    | ні        | ні    | 16:9 SDTV            | кабельна, IPTV інтернет                                                                 | [Архівовано 26 лютого 2020 у Wayback Machine.]      |                                                |
| Top Kids HD                    | Michał Winnicki Entertainment               | Польща          | польська                                                         | немає                                                                | дитячий                       | цілодобово    | ні        | ні    | 16:9 HDTV            | цифрова кабельна, IPTV                                                                  | [Архівовано 26 лютого 2020 у Wayback Machine.]      |                                                |
| DocuBox                        | SPI International Польща                    | Велика Британія | англійська                                                       | польська, англійськае                                                | документальний                | цілодобово    | ні        | ні    | 16:9 SDTV            | кабельна, IPTV інтернет                                                                 | немає                                               |                                                |
| DocuBox HD                     | SPI International Польща                    | Велика Британія | англійська                                                       | польська, англійськае                                                | документальний                | цілодобово    | ні        | ні    | 16:9 HDTV            | кабельна, IPTV інтернет                                                                 | немає                                               |                                                |
| Eska Rock TV                   | Cyfrowy Polsat S.A.                         | Польща          | польська                                                         | немає                                                                | музика                        | цілодобово    | ні        | так   | 16:9 SDTV            | FTA супутник: Hot Bird 13,0°E, цифрова, кабельна, IPTV                                  | немає                                               |                                                |
| Dorcel TV HD                   | Marc Dorcel                                 | Велика Британія | польська, англійська, французька, іспанська                      | немає                                                                | еротика                       | цілодобово    | ні        | ні    | 16:9 HDTV            | кабельна, IPTV                                                                          | [Архівовано 20 вересня 2016 у Wayback Machine.]     |                                                |
| Bollywood HD                   | ISG Media                                   | Ізраїль         | польська, інше                                                   | немає                                                                | індійські фільми              | цілодобово    | ні        | ні    | 16:9 HDTV            | цифрова кабельна, IPTV                                                                  | немає                                               |                                                |
| Polsat Sport Fight HD          | Cyfrowy Polsat S.A.                         | Польща          | польська                                                         | немає                                                                | спорт                         | цілодобово    | ні        | ні    | 16:9 HDTV            | цифрова, кабельна, IPTV                                                                 | немає                                               |                                                |
| 2x2                            | Romwer                                      | Польща          | польська, оригінал                                               | польська                                                             | дитячий, молодіжний           | цілодобово    | ні        | ні    | 16:9 SDTV            | кабельна, IPTV                                                                          | [Архівовано 24 грудня 2016 у Wayback Machine.]      |                                                |
| 2x2 HD                         | Romwer                                      | Польща          | польська, оригінал                                               | польська                                                             | дитячий, молодіжний           | цілодобово    | ні        | ні    | 16:9 HDTV            | цифрова кабельна                                                                        | [Архівовано 24 грудня 2016 у Wayback Machine.]      |                                                |
| Eleven Sports 3 HD             | Eleven Sports Network                       | Польща          | польська, інші                                                   | немає                                                                | спорт                         | цілодобово    | ні        | ні    | 16:9 HDTV            | цифрова кабельна                                                                        | [Архівовано 23 квітня 2020 у Wayback Machine.]      |                                                |
| Eska TV Extra                  | Cyfrowy Polsat S.A.                         | Польща          | польська                                                         | немає                                                                | музика                        | цілодобово    | ні        | так   | 16:9 SDTV            | DVB-T: MUX 1 цифрова, кабельна, IPTV                                                    | [Архівовано 10 березня 2020 у Wayback Machine.]     |                                                |
| Eska TV Extra HD               | Cyfrowy Polsat S.A.                         | Польща          | польська                                                         | немає                                                                | музика                        | цілодобово    | ні        | так   | 16:9 HDTV            | кабельна, IPTV                                                                          | [Архівовано 10 березня 2020 у Wayback Machine.]     |                                                |
| Zoom TV                        | Cable Television Networks & Partners        | Польща          | польська                                                         | польська                                                             | місцеве самоврядування        | цілодобово    | ні        | так   | 16:9 SDTV            | DVB-T: MUX 8 кабельна, IPTV                                                             | [Архівовано 11 травня 2020 у Wayback Machine.]      |                                                |
| Zoom TV HD                     | Cable Television Networks & Partners        | Польща          | польська                                                         | польська                                                             | місцеве самоврядування        | цілодобово    | ні        | ні    | 16:9 HDTV            | цифрова кабельна, IPTV                                                                  | [Архівовано 11 травня 2020 у Wayback Machine.]      |                                                |
| Nowa TV                        | TV Spectrum Sp. z o.o.                      | Польща          | польська                                                         | польська                                                             | загальний                     | цілодобово    | ні        | так   | 16:9 SDTV            | DVB-T: MUX 8 кабельна, IPTV, інтернет                                                   | [Архівовано 23 березня 2020 у Wayback Machine.]     |                                                |
| Nowa TV HD                     | TV Spectrum Sp. z o.o.                      | Польща          | польська                                                         | польська                                                             | загальний                     | цілодобово    | ні        | так   | 16:9 HDTV            | цифрова кабельна, IPTV                                                                  | [Архівовано 23 березня 2020 у Wayback Machine.]     |                                                |
| TBN Polska                     | Trinity Broadcasting Network Польща         | Польща          | польська                                                         | немає                                                                | релігійний                    | цілодобово    | ні        | ні    | 16:9 SDTV            | FTA супутник: Hot Bird 13,0°E цифрова кабельна, IPTV                                    |                                                     |                                                |
| TBN Polska HD                  | Trinity Broadcasting Network Польща         | Польща          | польська                                                         | немає                                                                | релігійний                    | цілодобово    | ні        | ні    | 16:9 HDTV            | кабельна, IPTV                                                                          |                                                     |                                                |
| e-Sport HD                     | Astro S.A.                                  | Польща          | польська                                                         | немає                                                                | кіберспорт                    | цілодобово    | ні        | ні    | 16:9 HDTV            | кабельна, IPTV                                                                          | [Архівовано 26 лютого 2020 у Wayback Machine.]      |                                                |
| Metro                          | Discovery Communications, Inc.              | Польща          | польська                                                         | польська                                                             | lifestyle                     | цілодобово    | ні        | ні    | 16:9 SDTV            | DVB-T: MUX 8 кабельна, IPTV                                                             | [Архівовано 30 березня 2020 у Wayback Machine.]     |                                                |
| Metro HD                       | Discovery Communications, Inc.              | Польща          | польська                                                         | польська                                                             | lifestyle                     | цілодобово    | ні        | ні    | 16:9 HDTV            | цифрова кабельна, IPTV                                                                  | [Архівовано 30 березня 2020 у Wayback Machine.]     |                                                |
| WP                             | Wirtualna Польща Holding S.A.               | Польща          | польська                                                         | немає                                                                | інтерактив                    | 06:00 - 02:15 | ні        | ні    | 16:9 SDTV            | DVB-T: MUX 8 кабельна, IPTV, інтернет                                                   | [Архівовано 13 березня 2018 у Wayback Machine.]     |                                                |
| WP HD                          | Wirtualna Польща Holding S.A.               | Польща          | польська                                                         | немає                                                                | інтерактив                    | 06:00 - 02:15 | ні        | ні    | 16:9 HDTV            | цифрова кабельна, IPTV                                                                  | [Архівовано 13 березня 2018 у Wayback Machine.]     |                                                |
| Super Polsat                   | Cyfrowy Polsat S.A.                         | Польща          | польська                                                         | польська                                                             | фільм, спорт                  | цілодобово    | так       | ні    | 16:9 SDTV            | DVB-T: MUX 2 кабельна, IPTV                                                             | немає                                               |                                                |
| Super Polsat HD                | Cyfrowy Polsat S.A.                         | Польща          | польська                                                         | польська                                                             | фільм, спорт                  | цілодобово    | так       | ні    | 16:9 HDTV            | цифрова кабельна, IPTV                                                                  | немає                                               |                                                |
| Polsat Doku HD                 | Cyfrowy Polsat S.A.                         | Польща          | польська                                                         | польська                                                             | документальний                | цілодобово    | так       | ні    | 16:9 HDTV            | цифрова кабельна, IPTV                                                                  | немає                                               |                                                |
| Golf Channel HD                | Golf Channel Польща                         | Польща          | польська, англійська                                             | немає                                                                | спорт                         | цілодобово    | ні        | ні    | 16:9 HDTV            | цифрова кабельна, IPTV                                                                  | [Архівовано 1 березня 2022 у Wayback Machine.]      |                                                |
| wPolsce.pl                     | Fratria Sp. z o.o.                          | Польща          | польська                                                         | немає                                                                | публіцистика                  | цілодобово    | ні        | ні    | 16:9 SDTV            | цифрова IPTV інтернет                                                                   | [Архівовано 2 березня 2020 у Wayback Machine.]      |                                                |
| Canal+ Now                     | ITI Neovision S.A.                          | Польща          | польська                                                         | польська                                                             | спорт                         | нерегулярно   | ні        | ні    | 16:9 HDTV            | цифрова                                                                                 | немає                                               |                                                |
| Canal+ 4K Ultra HD             | ITI Neovision S.A.                          | Польща          | польська                                                         | польська                                                             | загальний                     | нерегулярно   | ні        | ні    | 16:9 UHDTV           | цифрова IPTV                                                                            | немає                                               |                                                |
| TV Okazje                      | tvo sp. z o.o                               | Польща          | польська                                                         | немає                                                                | телемагазин                   | цілодобово    | ні        | ні    | 16:9 SDTV            | FTA супутник: Hot Bird 13,0°E цифрова кабельна, IPTV інтернет                           | [Архівовано 19 лютого 2020 у Wayback Machine.]      |                                                |
| TV Okazje HD                   | tvo sp. z o.o                               | Польща          | польська                                                         | немає                                                                | телемагазин                   | цілодобово    | ні        | ні    | 16:9 HDTV            | кабельна, IPTV                                                                          | [Архівовано 19 лютого 2020 у Wayback Machine.]      |                                                |
| Eleven Sports 4 HD             | Eleven Sports Network                       | Польща          | польська, інше                                                   | немає                                                                | спорт                         | цілодобово    | ні        | ні    | 16:9 HDTV            | цифрова                                                                                 | немає                                               |                                                |
| Epic Drama HD                  | Viasat World Ltd.                           | Швеція          | польська, інше                                                   | немає                                                                | серіали, фільм                | цілодобово    | ні        | ні    | 16:9 HDTV            | цифрова кабельна, IPTV                                                                  | [Архівовано 26 лютого 2020 у Wayback Machine.]      |                                                |
| JAZZ                           | Berenikafilm                                | Польща          | польська                                                         | немає                                                                | музика                        | цілодобово    | ні        | ні    | 16:9 HDTV            | кабельна, IPTV                                                                          | [Архівовано 26 лютого 2020 у Wayback Machine.]      |                                                |
| Polsat Games HD                | Cyfrowy Polsat S.A.                         | Польща          | польська                                                         | немає                                                                | розваги                       | цілодобово    | ні        | ні    | 16:9 HDTV            | цифрова, кабельна, IPTV                                                                 | немає                                               |                                                |
| Polsat Rodzina HD              | Cyfrowy Polsat S.A.                         | Польща          | польська                                                         | польська                                                             | загальний                     | цілодобово    | так       | ні    | 16:9 HDTV            | цифрова, кабельна, IPTV                                                                 | немає                                               |                                                |
| EWTN Польща                    | Fundacja Lux Veritatis                      | Польща          | польська                                                         | польська                                                             | релігійний                    | цілодобово    | так       | ні    | 16:9 HDTV            | цифрова, кабельна, IPTV                                                                 | немає                                               |                                                |
| Gametoon HD                    | SPI International Польща                    | Польща          | польська                                                         | ?                                                                    | кіберспорт                    | цілодобово    | ?         | ?     | 16:9 HDTV            | ?                                                                                       | ?                                                   |                                                |
| Xtreme TV                      | Mwe networks                                | Польща          | польська                                                         | польська                                                             | загальний                     | цілодобово    | ні        | ні    | 16:9 SDTV/HDTV       | цифрова, кабельна, IPTV                                                                 | [Архівовано 23 березня 2019 у Wayback Machine.]     |                                                |
| Twoja.TV HD                    | Art'n Media Fujarska                        | Польща          | польська                                                         | польська                                                             | суспільний                    | цілодобово    | ні        | ні    | 16:9 HDTV            | цифрова, кабельна, IPTV                                                                 | [Архівовано 31 січня 2020 у Wayback Machine.]       |                                                |

### Закордонне мовлення

#### Суспільні
| Назва       | Початок мовлення | Група холдинг         | Зона мовлення | Мова мовлення | Субтитри             | Тип       | Час ефіру  | Телетекст | HbbTV | Формат зображення | Телемережа                                                    | Сайт                                            |
| ----------- | ---------------- | --------------------- | ------------- | ------------- | -------------------- | --------- | ---------- | --------- | ----- | ----------------- | ------------------------------------------------------------- | ----------------------------------------------- |
| TVP Polonia | 24 жовтня 1992   | Telewizja Polska S.A. | Польща        | польська      | польська, angielskie | загальний | цілодобово | так       | так   | 4:3/16:9 SDTV     | FTA супутник: Hot Bird 13,0°E цифрова кабельна, IPTV інтернет | [Архівовано 27 лютого 2020 у Wayback Machine.]  |
| TVP Wilno   | 17 вересня 2019  | Telewizja Polska S.A. | Литва         | польська      | польська             | загальний | цілодобово | так       | ні    | 4:3/16:9 SDTV     | Недоступний в Польщі                                          | [Архівовано 20 березня 2020 у Wayback Machine.] |

#### Приватні
| Назва                            | Початок мовлення | Група холдинг            | Зона мовлення | Мова мовлення | Субтитри | Тип                | Час ефіру  | Телетекст | HbbTV | Формат зображення | Телемережа           | Сайт                                           |
| -------------------------------- | ---------------- | ------------------------ | ------------- | ------------- | -------- | ------------------ | ---------- | --------- | ----- | ----------------- | -------------------- | ---------------------------------------------- |
| Polvision                        | 1989             | Walter Kotaba            | США           | польська      | немає    | загальний          | цілодобово | ні        | ні    | 16:9 SDTV         | недоступний в Польщі | [Архівовано 29 лютого 2020 у Wayback Machine.] |
| iTVN                             | 29 квітня 2004   | TVN S.A.                 | Польща        | польська      | немає    | загальний          | цілодобово | так       | ні    | 16:9 SDTV         | недоступний в Польщі | [Архівовано 13 лютого 2018 у Wayback Machine.] |
| Kino Polska International        | 20 липня 2012    | SPI International Polska | Польща        | польський     | немає    | польські фільми    | цілодобово | ні        | ні    | 16:9 SDTV         | недоступний в Польщі | brak                                           |
| Kino Polska Muzyka International | 20 липня 2012    | SPI International Polska | Польща        | польська      | немає    | польська музика    | цілодобово | ні        | ні    | 16:9 SDTV         | недоступний в Польщі | brak                                           |
| Polo TV US                       | 2 червня 2014    | Grupa ZPR Media S.A.     | Польща        | польський     | немає    | танцювальна музика | цілодобово | ні        | так   | 16:9 SDTV         | недоступний в Польщі | немає                                          |
| TV Sport                         | 15 вересня 2012  | DISH Network L.L.C       | США           | польська      | немає    | спорт              | цілодобово | ні        | ні    | 4:3 SDTV          | недоступний в Польщі | [Архівовано 19 квітня 2018 у Wayback Machine.] |
| iTVN Extra                       | 4 лютого 2015    | TVN S.A.                 | Польща        | польська      | немає    | загальний          | цілодобово | так       | ні    | 16:9 SDTV         | недоступний в Польщі | [Архівовано 23 червня 2020 у Wayback Machine.] |
| Polsat 1                         | 18 грудня 2015   | Cyfrowy Polsat S.A.      | Польща        | польська      | немає    | загальний          | цілодобово | так       | ні    | 16:9 SDTV         | недоступний в Польщі | [Архівовано 26 лютого 2020 у Wayback Machine.] |

## Регіональні та місцеві

### Суспільного мовлення
| Назва                    | Початок мовлення | Група холдинг         | Зона мовлення | Мова мовлення | Субтитри | Воєводство           | Час ефіру  | Телетекст | HbbTV | Формат зображення | Телемережа                                   | Сайт                                              |
| ------------------------ | ---------------- | --------------------- | ------------- | ------------- | -------- | -------------------- | ---------- | --------- | ----- | ----------------- | -------------------------------------------- | ------------------------------------------------- |
| TVP3 Łódź                | 22 липня 1956    | Telewizja Polska S.A. | Польща        | польська      | немає    | Лодзинське           | цілодобова | так       | так   | 16:9 SDTV         | DVB-T: MUX 3 кабельна, IPTV інтернет         | [Архівовано 7 жовтня 2014 у Wayback Machine.]     |
| TVP3 Poznań              | 1 травня 1957    | Telewizja Polska S.A. | Польща        | польська      | немає    | Великопольське       | цілодобово | так       | так   | 16:9 SDTV         | DVB-T: MUX 3 кабельна, IPTV інтернет         | [Архівовано 8 жовтня 2014 у Wayback Machine.]     |
| TVP3 Katowice            | 3 грудня 1957    | Telewizja Polska S.A. | Польща        | польська      | немає    | Сілезьке             | цілодобово | так       | так   | 16:9 SDTV         | DVB-T: MUX 3 кабельна, IPTV інтернет         | [Архівовано 12 грудня 2014 у Wayback Machine.]    |
| TVP3 Warszawa            | 9 листопада 1958 | Telewizja Polska S.A. | Польща        | польська      | немає    | Мазовецьке           | цілодобово | так       | так   | 16:9 SDTV         | DVB-T: MUX 3 цифрова кабельна, IPTV інтернет | [Архівовано 25 листопада 2014 у Wayback Machine.] |
| TVP3 Gdańsk              | 6 березня 1959   | Telewizja Polska S.A. | Польща        | польська      | немає    | Поморське            | цілодобово | так       | так   | 16:9 SDTV         | DVB-T: MUX 3 кабельна, IPTV інтернет         | [Архівовано 27 жовтня 2014 у Wayback Machine.]    |
| TVP3 Szczecin            | 1 травня 1960    | Telewizja Polska S.A. | Польща        | польська      | так      | Західнопоморське     | цілодобово | так       | так   | 16:9 SDTV         | DVB-T: MUX 3 кабельна, IPTV інтернет         | [Архівовано 13 грудня 2014 у Wayback Machine.]    |
| TVP3 Kraków              | 4 квітня 1961    | Telewizja Polska S.A. | Польща        | польська      | немає    | Малопольське         | цілодобово | так       | так   | 16:9 SDTV         | DVB-T: MUX 3 кабельна, IPTV інтернет         | [Архівовано 20 жовтня 2014 у Wayback Machine.]    |
| TVP3 Wrocław             | 14 грудня 1962   | Telewizja Polska S.A. | Польща        | польська      | немає    | Нижньосілезьке       | цілодобово | так       | так   | 16:9 SDTV         | DVB-T: MUX 3 кабельна, IPTV інтернет         | [Архівовано 8 жовтня 2014 у Wayback Machine.]     |
| TVP3 Lublin              | 12 січня 1985    | Telewizja Polska S.A. | Польща        | польська      | немає    | Люблінське           | цілодобово | так       | так   | 16:9 SDTV         | DVB-T: MUX 3 кабельна, IPTV інтернет         | [Архівовано 5 листопада 2014 у Wayback Machine.]  |
| TVP3 Rzeszów             | 19 жовтня 1990   | Telewizja Polska S.A. | Польща        | польська      | немає    | Підкарпатське        | цілодобово | так       | так   | 16:9 SDTV         | DVB-T: MUX 3 кабельна, IPTV інтернет         | [Архівовано 8 жовтня 2014 у Wayback Machine.]     |
| TVP3 Bydgoszcz           | 5 вересня 1994   | Telewizja Polska S.A. | Польща        | польська      | немає    | Куявсько-Поморське   | цілодобово | так       | так   | 16:9 SDTV         | DVB-T: MUX 3 кабельна, IPTV інтернет         | [Архівовано 23 жовтня 2014 у Wayback Machine.]    |
| TVP3 Białystok           | 1 вересня 1996   | Telewizja Polska S.A. | Польща        | польська      | немає    | Підляське            | цілодобово | так       | так   | 16:9 SDTV         | DVB-T: MUX 3 кабельна, IPTV інтернет         | [Архівовано 25 листопада 2014 у Wayback Machine.] |
| TVP3 Gorzów Wielkopolski | 1 січня 2005     | Telewizja Polska S.A. | Польща        | польська      | немає    | Любуське             | цілодобово | так       | так   | 16:9 SDTV         | DVB-T: MUX 3 кабельна, IPTV інтернет         | [Архівовано 7 жовтня 2014 у Wayback Machine.]     |
| TVP3 Kielce              | 1 січня 2005     | Telewizja Polska S.A. | Польща        | польська      | немає    | Свентокшиське        | цілодобово | так       | так   | 16:9 SDTV         | DVB-T: MUX 3 кабельна, IPTV інтернет         | [Архівовано 17 жовтня 2014 у Wayback Machine.]    |
| TVP3 Olsztyn             | 1 січня 2005     | Telewizja Polska S.A. | Польща        | польська      | немає    | Вармінсько-Мазурське | цілодобово | так       | так   | 16:9 SDTV         | DVB-T: MUX 3 sieci kablowe, IPTV інтернет    | [Архівовано 8 жовтня 2014 у Wayback Machine.]     |
| TVP3 Opole               | 1 січня 2005     | Telewizja Polska S.A. | Польща        | польська      | немає    | Опольське            | цілодобово | так       | так   | 16:9 SDTV         | DVB-T: MUX 3 sкабельна, IPTV інтернет        | [Архівовано 7 жовтня 2014 у Wayback Machine.]     |

### Приватні
| Назва                        | Початок мовлення           | Група холдинг                                                                | Зона мовлення | Мова мовлення | Субтитри | Воєводство               | Час ефіру | Телетекст | HbbTV | Формат зображення | Телемережа                                                   | Сайт                                             |
| ---------------------------- | -------------------------- | ---------------------------------------------------------------------------- | ------------- | ------------- | -------- | ------------------------ | --- | --------- | ----- | ----------------- | ------------------------------------------------------------ | ------------------------------------------------ |
| TV Master                    | 1990                       | Master Sp. z o.o.                                                            | Польща        | польська      | немає    | Нижньосілезьке           | ? | ні        | ні    | 16:9 SDTV         | кабельна(тільки TVK Master)                                  | [Архівовано 17 лютого 2020 у Wayback Machine.]   |
| TVL                          | 1990                       | TVL Sp. z o.o.                                                               | Польща        | польська      | немає    | Сілезьке                 | ? | ні        | ні    | 16:9 SDTV         | кабельна                                                     | [Архівовано 4 лютого 2020 у Wayback Machine.]    |
| TV Gniezno                   | 1991                       | Marek Krzemiński Telewizja Gniezno Agencja Telewizyjna Produkcyjna Reklamowa | Польща        | польська      | немає    | Великопольське           | ? | ні        | ні    | 16:9 SDTV         | кабельна                                                     | [Архівовано 25 лютого 2020 у Wayback Machine.]   |
| Telewizja Leszno             | 1992                       | Waldemar Włodarczak                                                          | Польща        | польська      | немає    | Великопольське           | ? | ні        | ні    | 16:9 SDTV         | кабельна                                                     | [Архівовано 26 лютого 2020 у Wayback Machine.]   |
| TV Dami                      | 1992                       | Agencja Reklamy Promocji Dami sp z o.o.                                      | Польща        | польська      | немає    | Нижньосілезьке           | цілодобово | ні        | ні    | 16:9 SDTV         | кабельна                                                     | [Архівовано 7 серпня 2020 у Wayback Machine.]    |
| TV Starachowice              | 1992                       | Jan Tamiołło                                                                 | Польща        | польська      | немає    | Свентокшиське            | цілодобово | ні        | ні    | 16:9 SDTV         | кабельна                                                     | [Архівовано 27 грудня 2019 у Wayback Machine.]   |
| TV Toruń                     | 11 листопада 1992          | Młodzieżowa Spółdzielnia Mieszkaniowa                                        | Польща        | польська      | немає    | Куявсько-Поморське       | 10:00 — 14:00, 16:30 — 04:30                                                                                           | ні        | ні    | 16:9 SDTV         | кабельна                                                     | [Архівовано 3 березня 2014 у Wayback Machine.]   |
| TV Toruń HD                  | 5 грудня 2016              | Młodzieżowa Spółdzielnia Mieszkaniowa                                        | Польща        | польська      | немає    | Куявсько-Поморське       | 10:00 — 14:00, 16:30 — 04:30                                                                                           | ні        | ні    | 16:9 HDTV         | кабельна                                                     | [Архівовано 3 березня 2014 у Wayback Machine.]   |
| Telewizja Zabrze             | 19 жовтня 1992             | Vectra S.A.                                                                  | Польща        | польська      | немає    | Сілезьке                 | цілодобово | ні        | ні    | 16:9 SDTV         | кабельна                                                     | [Архівовано 1 червня 2017 у Wayback Machine.]    |
| TVK Winogrady                | 23 грудня 1993             | Poznańska Spółdzielnia Mieszkaniowa „Winogrady”                              | Польща        | польська      | немає    | Великопольське           | цілодобово | ні        | ні    | 16:9 SDTV         | кабельна, IPTV                                               | [Архівовано 26 лютого 2020 у Wayback Machine.]   |
| TVK Winogrady HD             | вересень 2009              | Poznańska Spółdzielnia Mieszkaniowa „Winogrady”                              | Польща        | польська      | немає    | Великопольське           | цілодобово | ні        | ні    | 16:9 HDTV         | кабельна, IPTV                                               | [Архівовано 26 лютого 2020 у Wayback Machine.]   |
| TVK Winogrady UHD            | 19 жовтня 2017             | Poznańska Spółdzielnia Mieszkaniowa „Winogrady”                              | Польща        | польська      | немає    | Великопольське           | цілодобово | ні        | ні    | 16:9 UHDTV        | кабельна, IPTV                                               | [Архівовано 26 лютого 2020 у Wayback Machine.]   |
| TV Wschód                    | 1993                       | Grupa Medialna Wschód sp. z o.o                                              | Польща        | польська      | немає    | Мазовецьке               | цілодобово | ні        | ні    | 16:9 SDTV         | кабельна                                                     | [Архівовано 15 березня 2016 у Wayback Machine.]  |
| Truso.tv                     | 1993                       | Vectra S.A.                                                                  | Польща        | польська      | немає    | Вармінсько-Мазурське     | ? | ні        | ні    | 16:9 SDTV         | кабельна                                                     | [Архівовано 8 червня 2017 у Wayback Machine.]    |
| TVC                          | 1994                       | TVN S.A. (раніше) MWE Networks (раніше)                                      | Польща        | польська      | немає    | Лодзинське               | 06:45 — 07:30, 18:30 — 19:00, 19:25 — 20:15                                                                            | ні        | ні    | 4:3/16:9 SDTV     | DVB-T: MUX L3 FTA супутник: Hot Bird 13,0°E цифрова кабельна | [Архівовано 8 лютого 2020 у Wayback Machine.]    |
| TV Asta                      | 1994                       | TV Asta Sp. z o.o.                                                           | Польща        | польська      | немає    | Великопольське           | цілодобово | ні        | ні    | 16:9 SDTV         | кабельна інтернет                                            | [Архівовано 5 червня 2018 у Wayback Machine.]    |
| TV Asta HD                   | 7 травня 2012              | TV Asta Sp. z o.o.                                                           | Польща        | польська      | немає    | Великопольське           | цілодобово | ні        | ні    | 16:9 HDTV         | кабельна                                                     | [Архівовано 5 червня 2018 у Wayback Machine.]    |
| Telewizja STK                | ?                          | Swarzędzka Telewizja Kablowa „STK-Swarzędz” Sp. z o.o.                       | Польща        | польська      | немає    | Великопольське           | цілодобово | ні        | ні    | 16:9 SDTV         | кабельна                                                     | [Архівовано 13 квітня 2021 у Wayback Machine.]   |
| TV Relax                     | 1991                       | Telewizja «Relax» S.C.                                                       | Польща        | польська      | немає    | Великопольське           | 10:30 — 15:00, 17:00 — 21:00                                                                                           | ні        | ні    | 16:9 SDTV         | кабельна                                                     | [Архівовано 12 грудня 2019 у Wayback Machine.]   |
| Pro-art                      | 1995                       | Telewizja Kablowa PRO-ART s.c. W. Okrój, M. Okrój                            | Польща        | польська      | немає    | Великопольське           | 09:00 — 03:00 | ні        | ні    | 16:9 SDTV         | кабельна                                                     | [Архівовано 19 лютого 2020 у Wayback Machine.]   |
| Pro-art HD                   | 11 квітня 2017             | Telewizja Kablowa PRO-ART s.c. W. Okrój, M. Okrój                            | Польща        | польська      | немає    | Великопольське           | 09:00 — 03:00 | ні        | ні    | 16:9 HDTV         | кабельна                                                     | [Архівовано 19 лютого 2020 у Wayback Machine.]   |
| TV Bielsko                   | 199?                       | Adam Budkiewicz i Marcin Szendoł                                             | Польща        | польська      | немає    | Сілезьке                 | цілодобово | ні        | ні    | 4:3 SDTV          | кабельна                                                     | [Архівовано 8 жовтня 2017 у Wayback Machine.]    |
| WTK                          | 1996                       | Wielkopolska Telewizja Kablowa Sp. z o.o.                                    | Польща        | польська      | немає    | Великопольське           | 08:00 — 02:30 | ні        | ні    | 16:9 SDTV         | кабельна, цифрова, IPTV інтернет                             | [Архівовано 5 листопада 2021 у Wayback Machine.] |
| WTK HD                       | 3 вересня 2018             | Wielkopolska Telewizja Kablowa Sp. z o.o.                                    | Польща        | польська      | немає    | Великопольське           | 08:00 — 02:30 | ні        | ні    | 16:9 HDTV         | кабельна, IPTV інтернет                                      | [Архівовано 5 листопада 2021 у Wayback Machine.] |
| TV Toya                      | 1997                       | Toya Sp. z o.o.                                                              | Польща        | польська      | немає    | Лодзинське               | 11:00 — 00:00 | ні        | ні    | 16:9 SDTV         | кабельна                                                     | [Архівовано 26 лютого 2020 у Wayback Machine.]   |
| TV Toya HD                   | 6 травня 2014              | Toya Sp. z o.o.                                                              | Польща        | польська      | немає    | Лодзинське               | 11:00 — 00:00 | ні        | ні    | 16:9 HDTV         | кабельна (тільки TVK TOYA) інтернет                          | [Архівовано 26 лютого 2020 у Wayback Machine.]   |
| TV Słowianin                 | lutego 1997                | Słowianin Telewizja Kablowa Słowianin SM Lokatorsko-Własnościowa             | Польща        | польська      | немає    | Західнопоморське         | ? | ні        | ні    | 16:9 SDTV         | кабельна                                                     | [Архівовано 27 травня 2021 у Wayback Machine.]   |
| TV Słowianin HD              | ?                          | Słowianin Telewizja Kablowa Słowianin SM Lokatorsko-Własnościowa             | Польща        | польська      | немає    | Західнопоморське         | ? | ні        | ні    | 16:9 HDTV         | кабельна                                                     | [Архівовано 27 травня 2021 у Wayback Machine.]   |
| TV Suwałki                   | 1998                       | Vectra S.A.                                                                  | Польща        | польська      | немає    | Підляське                | цілодобово | ні        | ні    | 4:3 SDTV          | кабельна                                                     | [Архівовано 24 серпня 2019 у Wayback Machine.]   |
| Twoja Telewizja Morska       | 21 листопада 1998          | Twoja Telewizja Morska Sp. z o.o.                                            | Польща        | польська      | немає    | Поморське                | 06:00 — 00:00 | ні        | ні    | 16:9 SDTV         | кабельна                                                     | [Архівовано 10 травня 2020 у Wayback Machine.]   |
| Lubelska.TV                  | грудень 2000               | Telewizja Kraśnik Machulski Opoka Sp.J.                                      | Польща        | польська      | немає    | Люблінське               | цілодобово | ні        | ні    | 16:9 SDTV         | кабельна IPTV інтернет                                       | [Архівовано 26 травня 2020 у Wayback Machine.]   |
| Lubelska.TV HD               | ?                          | Telewizja Kraśnik Machulski Opoka Sp.J.                                      | Польща        | польська      | немає    | Люблінське               | цілодобово | ні        | ні    | 16:9 HDTV         | кабельна IPTV                                                | [Архівовано 26 травня 2020 у Wayback Machine.]   |
| TV Słupsk                    | 31 травня 2002             | Studio Produkcji TV i Reklamy „Oskar” M. Maciejuk                            | Польща        | польська      | немає    | Поморське                | цілодобово | ні        | ні    | 4:3 SDTV          | кабельна                                                     | [Архівовано 26 лютого 2020 у Wayback Machine.]   |
| TV Kaszuby                   | 2003                       | Vectra S.A.                                                                  | Польща        | польська      | немає    | Поморське                | цілодобово | ні        | ні    | 4:3 SDTV          | кабельна                                                     | [Архівовано 24 жовтня 2020 у Wayback Machine.]   |
| TV Olsztyn                   | ?                          | Vectra S.A.                                                                  | Польща        | польська      | немає    | Вармінсько-Мазурське     | ? | ні        | ні    | 4:3 SDTV          | кабельна                                                     | [Архівовано 26 лютого 2020 у Wayback Machine.]   |
| PomeraniaTV                  | липень 2004                | TV Pomerania Sp. z o.o.                                                      | Польща        | польська      | немає    | Західнопоморське         | 05:00 — 01:00 | ні        | ні    | 16:9 SDTV         | кабельна                                                     | [Архівовано 14 серпня 2020 у Wayback Machine.]   |
| Telewizja Kłodzka            | 2005                       | Piotr Kramnik                                                                | Польща        | польська      | немає    | Нижньосілезьке           | ? | ні        | ні    | 4:3 SDTV          | кабельна, IPTV                                               | [Архівовано 2 січня 2022 у Wayback Machine.]     |
| Telewizja Wejherowo          | травень 2006               | Vectra S.A.                                                                  | Польща        | польська      | немає    | Поморське                | цілодобово | ні        | ні    | 4:3 SDTV          | кабельна                                                     | [Архівовано 26 лютого 2020 у Wayback Machine.]   |
| RTK                          | 1997/(2007)                | Przedsiębiorstwo Handlowo–Usługowe «Rataje» Sp. z o.o.                       | Польща        | польська      | немає    | Великопольське           | 08:00 — 09:00, 10:30 — 11:30, 12:00 — 13:00, 14:30 — 15:30, 16:30 — 17:30, 18:00 — 19:00, 20:00 — 21:00, 22:00 — 23:00 | ні        | ні    | 16:9 SDTV         | кабельна                                                     | [Архівовано 13 вересня 2019 у Wayback Machine.]  |
| ONTV                         | 1 квітня 2007              | ONTV Sp. z .o.o                                                              | Польща        | польська      | немає    | Великопольське           | цілодобово | ні        | ні    | 16:9 SDTV         | кабельна, IPTV інтернет                                      | [Архівовано 3 травня 2020 у Wayback Machine.]    |
| ONTV HD                      | грудень 2012               | ONTV Sp. z .o.o                                                              | Польща        | польська      | немає    | Великопольське           | цілодобово | ні        | ні    | 16:9 HDTV         | кабельна, IPTV                                               | [Архівовано 3 травня 2020 у Wayback Machine.]    |
| TVT                          | 15 травня 2007             | TVT                                                                          | Польща        | польська      | немає    | Сілезьке                 | ? | ні        | ні    | 4:3 SDTV          | DVB-T: MUX L2 кабель                                         | [Архівовано 3 березня 2022 у Wayback Machine.]   |
| TVS                          | 29 березня 2008            | TVS Sp. z o.o.                                                               | Польща        | польська      | немає    | Сілезьке                 | цілодобово | так       | ні    | 16:9 SDTV         | FTA супутник: Hot Bird 13,0°E кабельне, IPTV                 | [Архівовано 26 лютого 2020 у Wayback Machine.]   |
| TVS HD                       | 29 березня 2008            | TVS Sp. z o.o.                                                               | Польща        | польська      | немає    | Сілезьке                 | цілодобово | так       | ні    | 16:9 HDTV         | DVB-T: MUX-L Katowice цифрова кабельна, IPTV                 | [Архівовано 26 лютого 2020 у Wayback Machine.]   |
| TVS HD+1                     | 30 квітня 2010             | TVS Sp. z o.o.                                                               | Польща        | польська      | немає    | Time Shifted TV          | цілодобово | так       | ні    | 16:9 HDTV         | IPTV                                                         | [Архівовано 26 лютого 2020 у Wayback Machine.]   |
| Nowa TV Kielce               | 2008                       | Andrzej Kazanowski                                                           | Польща        | польська      | немає    | Свентокшиське            | цілодобово | ні        | ні    | 4:3 SDTV          | кабельна                                                     | [Архівовано 26 лютого 2020 у Wayback Machine.]   |
| Pomorska.TV                  | лютий 2009                 | Baltic Media Group Sp. z o.o.                                                | Польща        | польська      | немає    | Поморське                | цілодобово | ні        | ні    | 16:9 SDTV         | кабельна інтернет                                            | [Архівовано 6 червня 2021 у Wayback Machine.]    |
| CW24-TV                      | 2009                       | Maciej Maciak                                                                | Польща        | польська      | немає    | Куявсько-Поморське       | цілодобово | ні        | ні    | 16:9 SDTV         | кабельна інтернет                                            | [Архівовано 8 січня 2022 у Wayback Machine.]     |
| TV Mława                     | ?                          | Vectra S.A.                                                                  | Польща        | польська      | немає    | Мазовецьке               | цілодобово | ні        | ні    | 4:3 SDTV          | кабельна                                                     | [Архівовано 26 лютого 2020 у Wayback Machine.]   |
| aMazing TV                   | 7 січня 2010               | Multimedia Polska                                                            | Польща        | польська      | немає    | мережа Multimedia Polska | цілодобово | ні        | ні    | 16:9 SDTV         | кабельна інтернет                                            | [Архівовано 11 лютого 2014 у Wayback Machine.]   |
| TvmRzeszow                   | 26 лютого 2010             | Vasat Sp. z o.o.                                                             | Польща        | польська      | немає    | Підкарпатське            | цілодобово | ні        | ні    | 4:3 SDTV          | кабельна                                                     | [Архівовано 26 лютого 2020 у Wayback Machine.]   |
| Katolicka Telewizja Serbinów | 10 червня 2010             | Parafia Matki Bożej Nieustającej Pomocy w Tarnobrzegu                        | Польща        | польська      | немає    | Поморське                | цілодобово | ні        | ні    | 16:9 SDTV         | кабельна                                                     | [Архівовано 26 лютого 2020 у Wayback Machine.]   |
| Tawizja HD                   | 11 грудня 2010             | Vasat Sp. z o.o.                                                             | Польща        | польська      | немає    | Сілезьке                 | цілодобово | ні        | ні    | 16:9 HDTV         | кабельна, IPTV інтернет                                      | [Архівовано 26 лютого 2020 у Wayback Machine.]   |
| TV Wielkopolska              | 20 червня 2012             | Wielkopolska Telewizja Informacyjna Sp. z o.o.                               | Польща        | польська      | немає    | Великопольське           | цілодобово | ні        | ні    | 16:9 SDTV         | кабельна, IPTV                                               | [Архівовано 26 лютого 2020 у Wayback Machine.]   |
| TV Wielkopolska HD           | 20 червня 2012             | Wielkopolska Telewizja Informacyjna Sp. z o.o.                               | Польща        | польська      | немає    | Великопольське           | цілодобово | ні        | ні    | 16:9 HDTV         | кабельна, IPTV                                               | [Архівовано 26 лютого 2020 у Wayback Machine.]   |
| dlaCiebie.tv                 | 1 липня 2012               | Wydawnictwo GM sp. z o.o.                                                    | Польща        | польська      | немає    | Сілезьке                 | цілодобово | ні        | ні    | 16:9 SDTV         | кабельна, IPTV інтернет                                      | [Архівовано 20 березня 2019 у Wayback Machine.]  |
| TV Regionalna                | 3 квітня 2013              | ?                                                                            | Польща        | польська      | немає    | Любуське                 | цілодобово | ні        | ні    | 16:9 SDTV         | DVB-T: MUX L7 кабельна, IPTV інтернет                        | [Архівовано 23 червня 2020 у Wayback Machine.]   |
| Inea Stadion TV              | 24 жовтня 2013             | KKS Lech Poznań S.A.                                                         | Польща        | польська      | немає    | Великопольське           | цілодобово | ні        | ні    | 16:9 SDTV         | кабельна, IPTV                                               | [Архівовано 11 травня 2021 у Wayback Machine.]   |
| Twoja Telewizja Religijna    | 15 липня 2014              | Twoja Telewizja Morska Sp. z o.o.                                            | Польща        | польська      | немає    | Поморське                | 06:00 — 00:00 | ні        | ні    | 16:9 SDTV         | кабельна                                                     | [Архівовано 26 лютого 2020 у Wayback Machine.]   |
| InfoLipno                    | 3 жовтня 2014              | Spółdzielnia Mieszkaniowa (Lipno)                                            | Польща        | польська      | немає    | Куявсько-Поморське       | 06:00 — 03:00 | ні        | ні    | 16:9 SDTV         | кабельна                                                     | [Архівовано 26 лютого 2020 у Wayback Machine.]   |
| TV Ostrów                    | 1 вересня 2017             | Studio Multimedialne KAMVID Krzysztof Waracki                                | Польща        | польська      | немає    | Мазовецьке               | цілодобово | ні        | ні    | 16:9 SDTV         | кабельна                                                     | [Архівовано 26 лютого 2020 у Wayback Machine.]   |
| Echo24                       | 3 жовтня 2016/2 липня 2019 | Karkonosze Play                                                              | Польща        | польська      | немає    | Нижньосілезьке           | цілодобово | ні        | ні    | 16:9 SDTV         | DVB-T: MUX L4 кабельна, IPTV інтернет                        | [Архівовано 10 лютого 2020 у Wayback Machine.]   |

## Інтернет-телеканали

### Суспільного мовлення
| Назва          | Початок мовлення              | Група холдинг         | Зона мовлення | Мова                 | Субтитри   | Тип                               | Сайт                                           |
| -------------- | ----------------------------- | --------------------- | ------------- | -------------------- | ---------- | --------------------------------- | ---------------------------------------------- |
| TVP Parlament  | 16 червня 2011                | Telewizja Polska S.A. | Польща        | польська             | польська   | інформаційний, парламент          |                                                |
| TVP World      | 11 листопада 2018             | Telewizja Polska S.A. | Польща        | англійська, польська | англійська | інформаційний, загальнотематичний | [Архівовано 11 серпня 2021 у Wayback Machine.] |
| Jasna Góra TV  | 15 березня 2020               | Telewizja Polska S.A. | Польща        | польська             | польська   | релігійний                        | [Архівовано 16 червня 2021 у Wayback Machine.] |
| Alfa TVP       | 20 грудня 2022                | Telewizja Polska S.A. | Польща        | польська             | польська   |                                   |                                                |
| TVP ABC 2      | 23 червня 2020/1 вересня 2020 | Telewizja Polska S.A. | Польща        | польська             | польська   | освітній                          |                                                |
| TVP Historia 2 | 23 червня 2020                | Telewizja Polska S.A. | Польща        | польська             | польська   | освітній                          | [Архівовано 5 серпня 2021 у Wayback Machine.]  |
| TVP Kultura 2  | 14 червня 2020/26 червня 2020 | Telewizja Polska S.A. | Польща        | польська             | польська   | культурний                        | [Архівовано 5 серпня 2021 у Wayback Machine.]  |

### Приватні
| Назва           | Початок мовлення    | Група холдинг                            | Зона мовлення | Мова     | Субтитри | Тип            | Сайт                                            |
| --------------- | ------------------- | ---------------------------------------- | ------------- | -------- | -------- | -------------- | ----------------------------------------------- |
| Ezo TV          | 15 червня 2003 року | Grupa MNI                                | Польща        | польська | немає    | езотерика      | [Архівовано 26 лютого 2020 у Wayback Machine.]  |
| Tilma TV        | 12 june 2003        | Fundacja Lux Veritatis                   |               |          |          |                |                                                 |
| nadzieja.tv     | 2009                | Kościół Adwentystów Dnia Siódmego        | Польща        | польська | немає    | релігійний     | [Архівовано 4 серпня 2020 у Wayback Machine.]   |
| rbl.tv          | 14 грудня 2009      | 4fun Media S.A.                          | Польща        | польська | немає    | рок-музика     | [Архівовано 5 січня 2019 у Wayback Machine.]    |
| Boska TV        | 2 грудня 2012       | Boska TV                                 | Польща        | польська | немає    | релігійний     | [Архівовано 28 січня 2020 у Wayback Machine.]   |
| TV Rodzina      | 24 березня 2013     | Boska TV                                 | Польща        | польська | немає    | релігійний     | [Архівовано 16 жовтня 2019 у Wayback Machine.]  |
| Racjonalista.tv | 21 березня 2014     | Polskie Stowarzyszenie Racjonalistów     | Польща        | польська | немає    | аналітика      | [Архівовано 26 лютого 2020 у Wayback Machine.]  |
| StartUpTV.pl    | квітень 2014        | justCreate                               | Польща        | польська | немає    | порадник       | [Архівовано 26 лютого 2020 у Wayback Machine.]  |
| Hope Channel    | 2014                | Ośrodek Radiowo-Telewizyjny Głos Nadziei | Польща        | польська | немає    | релігійний     | [Архівовано 15 вересня 2019 у Wayback Machine.] |
| Mnews.tv        | 2 лютого 2015       | Newsroommedia                            | Польща        | польська | немає    | загальний      | [Архівовано 20 вересня 2019 у Wayback Machine.] |
| TVN Meteo       | 7 січня 2017        | TVN S.A.                                 | Польща        | польська | немає    | прогноз погоди | [Архівовано 26 січня 2017 у Wayback Machine.]   |